# Мистецтво Давнього Риму
Мистецтво Давнього Риму фактично бере  початок з II ст. до н. е., так як республіканський Рим прагнув не до споглядального пізнання світу, а до практичного ним володіння. Римське мистецтво включає архітектуру, живопис, скульптуру та мозаїчну роботу. Мистецтво Стародавнього Риму з його оригінальними й досконалими пам'ятниками живопису, архітектури і скульптури належить до вищих досягнень світової культури. Римське образотворче мистецтво, подібно до мистецтва греків, становить невід'ємну частину художньої системи античності. Межі Римської держави і сфери її впливу були великі. В орбіту художніх впливів Риму включалося безліч різноманітних народів і племен. Римське мистецтво, розвиваючись в рамках античної рабовласницької епохи, разом з тим сильно від нього відрізнялося. Становлення і формування культур римлян відбувалося в інших історичних умовах. Пізнання світу римлянами набувало нових форм. Їхнє мистецтво сприймається як більш прозаїчне на відміну від грецького. Яскравою особливістю мистецтва Риму є його тісний зв'язок з життям. У художніх пам'ятках знаходили відображення багато історичних подій. Зміна в суспільному ладі — зміна республіки імперією, зміна династій правителів Риму — безпосередньо впливали на зміни в живописних, скульптурних і архітектурних формах. Саме з цього часом не важко за стилістичними ознаками визначити час створення того чи іншого твору.

## Вступ
Традиційно вважається, що античні римські митці часто запозичували і копіювали грецькі зразки мистецтва (більшість відомих сьогодні грецьких скульптур дійшли до наших часів у вигляді римських мармурових копій). Проте, більш пізній аналіз свідчить, що римське мистецтво, хоч і спиралось в значній мірі на грецькі моделі, але також включало елементи етруської, італійської, і навіть єгипетської візуальної культури. Стилістична еклектика і практичне застосування -характерні риси багатьох римських зразків мистецтва.
Грецькі попередники римського мистецтва були легендарними. У середині 5 ст до н. е. найвідомішими грецькими митцями були Полігнотос, відомий своїми стіновими фресками, і Аполлодорос, засновник світлотіні. У скульптурі найбільшими скульпторами були Скопас, Пракситель, Фідій і Лісіпп.
Багато римських художників походили з грецьких колоній і провінцій.
Велика кількість римських копій грецького мистецтва говорить про повагу римських художників до нього. Багато художніх форм і методів, якими користувалися римляни — високий і низький рельєф, вільно стояча скульптура, бронзове лиття, вазове мистецтво, мозаїка, камея, монета, дрібні прикраси і металоконструкції, похоронна скульптура, карикатура, жанрово-портретний живопис, пейзажний живопис, архітектурна скульптура — всі вони були розроблені старогрецькими художниками митцями.
Грецькі художники були дуже шановані в суспільстві, на противагу їм, більшість римських художників були анонімними і вважалися торговцями. В той час як греки поклонялися естетичним якостям великого мистецтва і присвячували мистецькій теорії безліч творів. Римське мистецтво було більш декоративним, вказувало на статус і багатство, і, очевидно, не було предметом вивчення та захоплення вчених або філософів. Римське мистецтво творилось на замовлення та для більш широких мас населення, ніж у грецькі часи.

## Архітектура

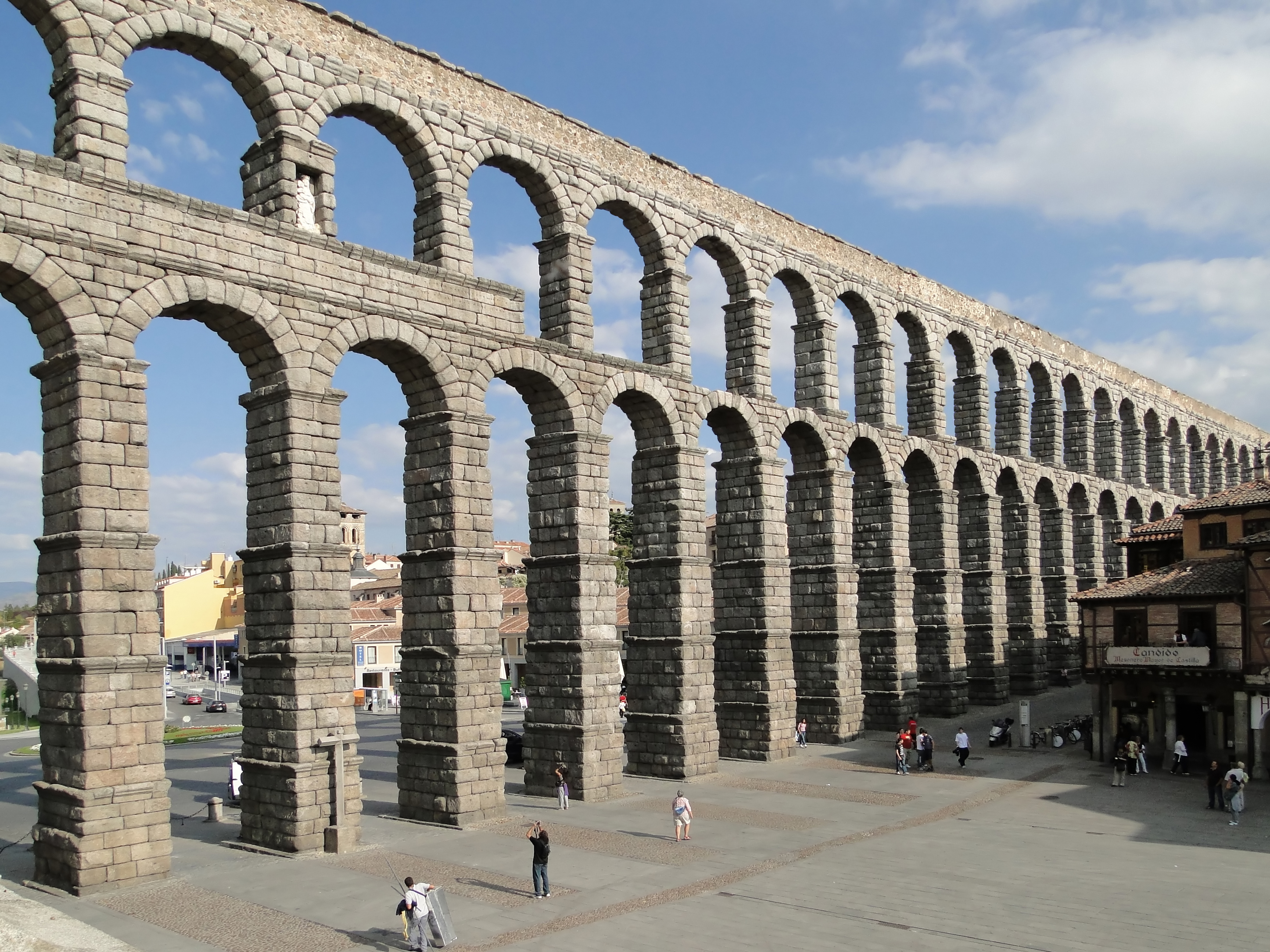
Акведук Сеговії

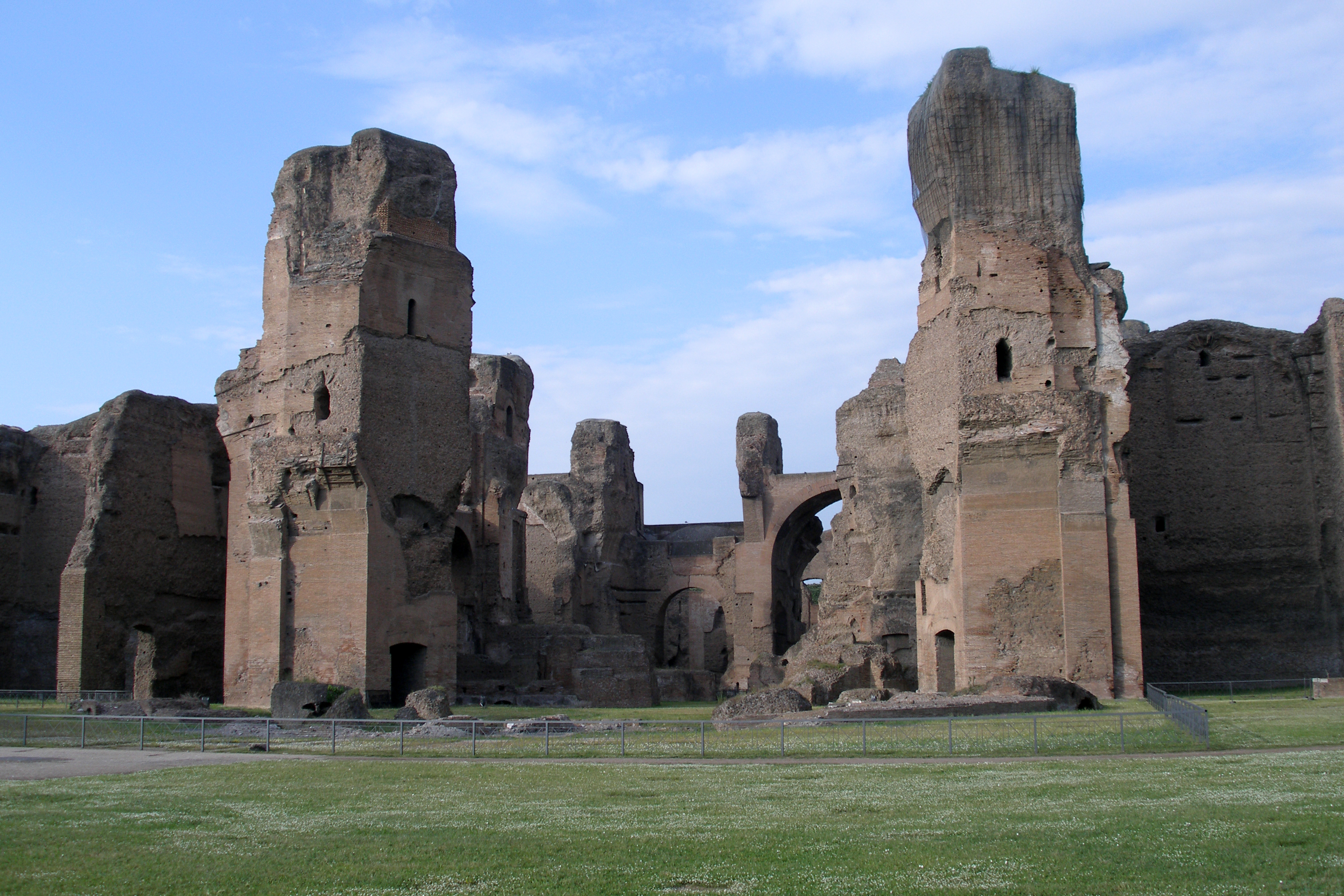
Терми Каракалли

Потреби римського суспільства породили багато типів споруд: амфітеатри, терми, тріумфальні арки, акведуки й ін. На римському ґрунті одержали нове архітектурне рішення палаци, особняки, вілли, театри, храми, мости, надгробні пам'ятники. Раціоналізм, що лежить в основі римської архітектури, виявлявся в просторовому розмасі, конструктивній логіці і цілісності гігантських архітектурних комплексів, строгій симетрії і чіткості.
Саме в області архітектури римське мистецтво виробляло свої найбільші інновації. Оскільки Римська імперія поширювалася на  велику територію і включала в себе багато урбанізованих територій, римські інженери розробили методи побудови міста у великих масштабах, включаючи використання бетону. Масивні будівлі, такі як Пантеон і Колізей, ніколи не могли бути побудовані з попередніми матеріалами і методами. Хоча бетон був винайдений тисячі років тому на Близькому Сході, римляни розширили його використання від укріплень до їх найбільш вражаючих будівель і пам'ятників, використовуючи силу матеріалу і низьку вартість. Бетонна серцевина була покрита штукатуркою, цеглою, каменем або мармуровою фанерою, а декоративна поліхромна і золотиста скульптура часто додавалися для створення сліпучого ефекту сили і багатства.
З поширенням римського панування на Грецію й елліністичні держави в Рим проникнули витонченість і розкіш елліністичних міст. Приплив багатств із завойованих країн протягом III—I ст. до н. е. змінили натуру римлян, породжуючи серед панівних класів марнотратство. Ввозилися у величезній кількості знамениті грецькі статуї і картини грецьких майстрів. Римські храми, палаци перетворилися у свого роду музеї мистецтва.
Захоплення грецьким мистецтвом проявилося насамперед у звертанні до ордерної системи. У той час як у грецькій архітектурі ордер відігравав конструктивну роль, у Римі він використовувався головним чином у декоративних цілях.
Римляни не мали уявлень про просторовість, що заздалегідь диктувало б вигляд планованої будівлі. Головною турботою були техніка та зовнішня краса. Основу інженерно-технічної системи римлян становив не мармуровий блок (як в Греції), а туф, будівельний розчин і оздоблення цеглою. Кам'яна кладка легка, гнучка і дає велику кількість форм, досягає великої висоти, витримує велике навантаження, зручна для кривих поверхонь. Основою архітектури Риму була арка, яка дає циліндричний і хрестовий звід. Ця стійка система дозволяла перекривати великий простір і розмежовувати його. Арка призвела до винаходу купола.

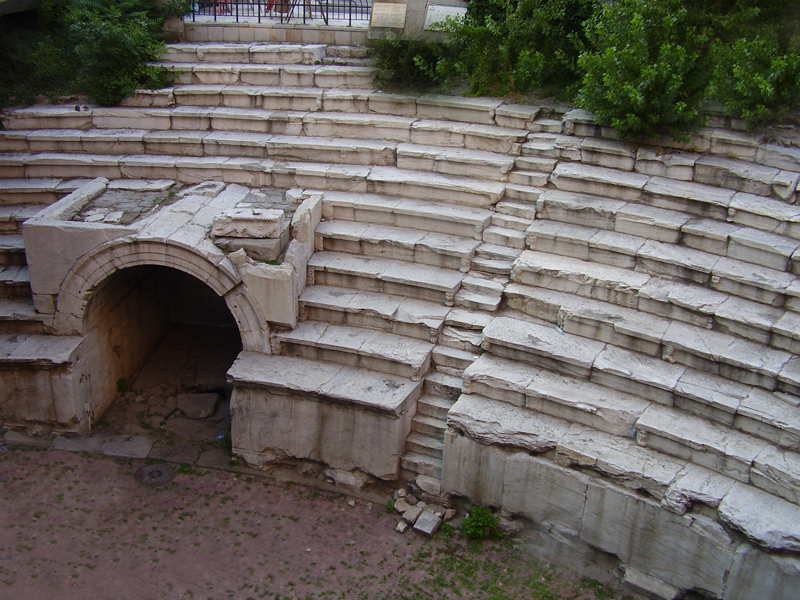

При Августі Вітрувій написав трактат «Десять книг про архітектуру», де містився ретельний звід правил римської архітектури, де оброблявся і сторонній досвід, беручи грецькі винаходи на службу римському світогляду. Контроль владою за будівельною діяльністю і необхідність задоволення широкого спектра потреб призвели до виникнення складної будівельної типології. Якщо давньогрецький канон був заснований на системі ідеальних пропорцій, то римський — на розподілі простору і його частин в залежності від призначення будівлі.
Історія монументального розвитку Риму починається з великих будівельних проектів Сулли і Цезаря. Табулаій Сулли з двоярусними галереями з боку Капітолійського пагорба служив для форуму театральною декорацією. Від Цезаря зберігся храм Вести і храм Фортуни Віріліс, залишки форуму Юлія і базиліки Юлія (на форумі часів республіки). Базиліка Юлія, репрезентативне і функціональне святилище римського закону було великим і мало 3-рядну колонаду, утворювати дві аркади. Простір нижнього поверху вільно відкривався в сторону форуму.

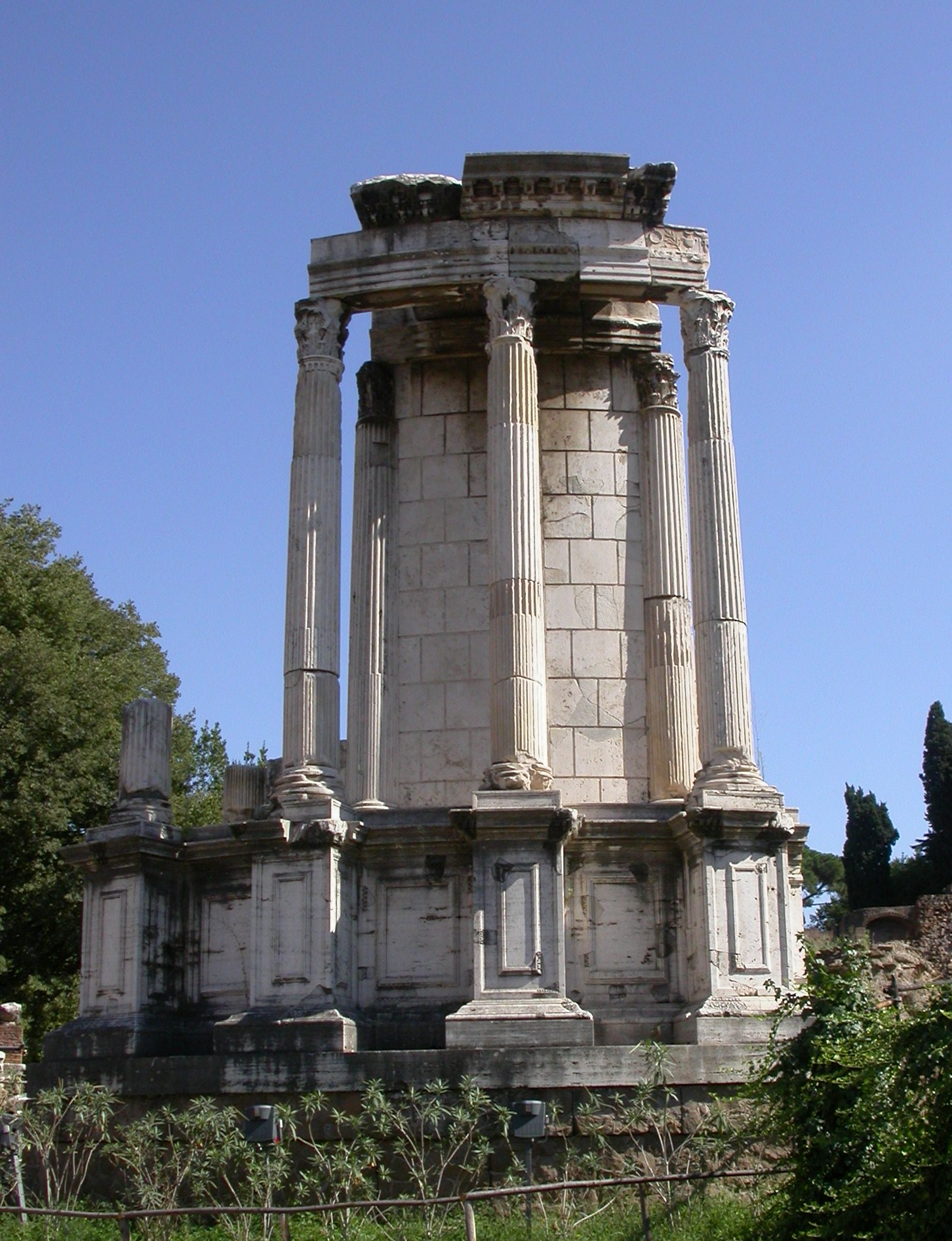
Храм Вести
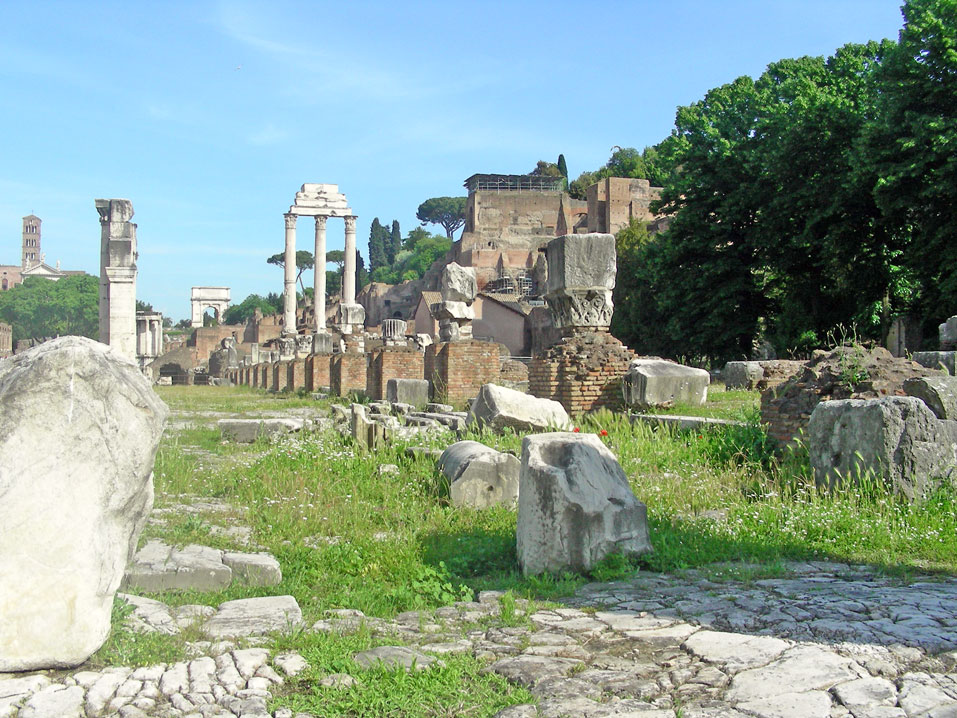
Базиліка Юлія

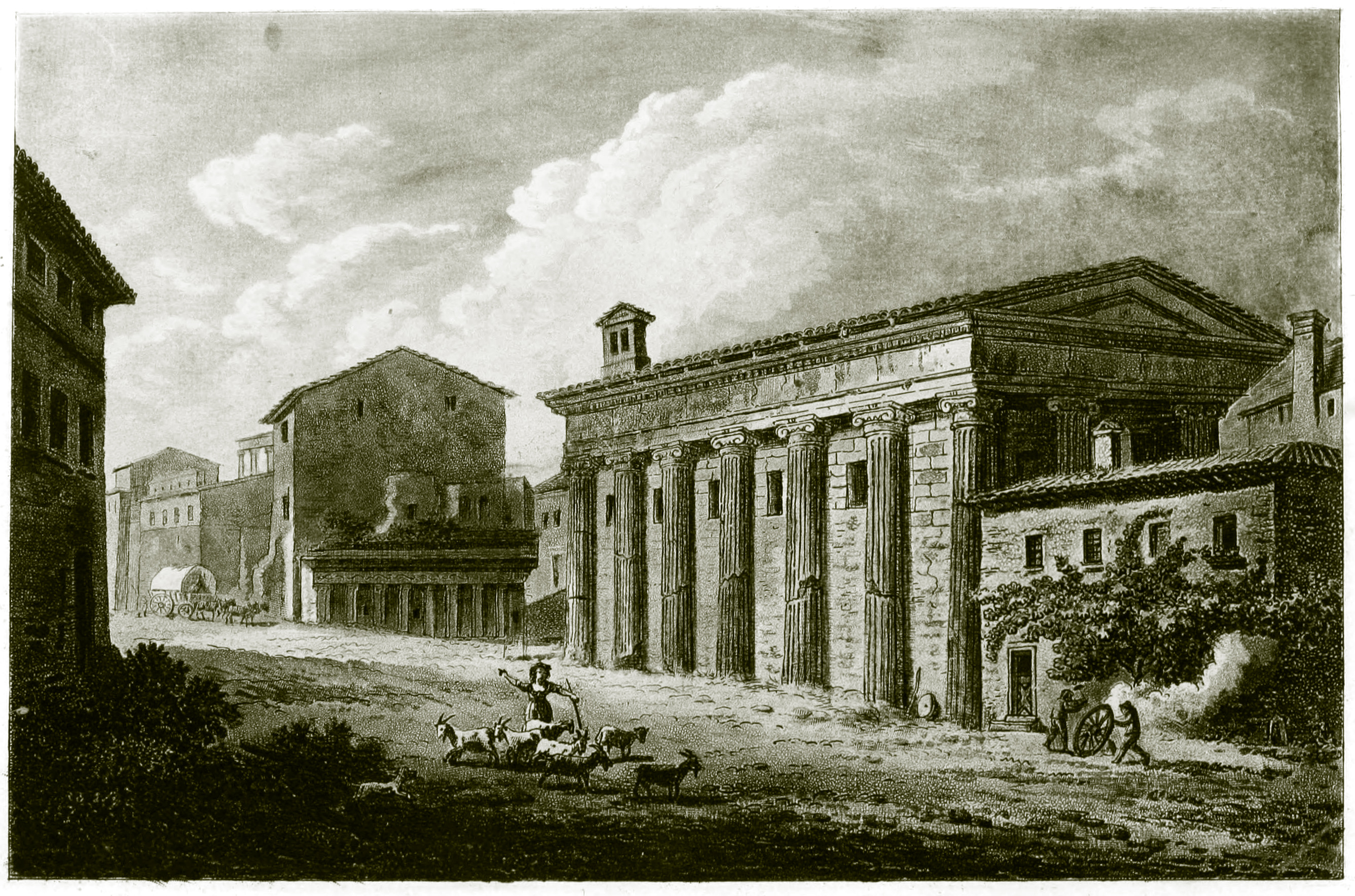
Храм Фортуни Віріліс

Імператор Август, по Светонію, прийняв Рим цегляним, а залишив мармуровим. Йдеться про перехід від республіканської стриманості до офіційного «декоруму» Імперії. Августовий класицизм вбирав елліністичні впливи і етруський спадок. Мавзолей Августа включає східну розкіш і етруську ґрунтовність, мавзолей Цецилії Метелли на Аппієвій дорозі — циліндричний в підставі, мавзолей Кая Цестія — копія піраміди. Інший різновид августової архітектури — тріумфальна арка (наприклад, в Ріміні, Аості, Сузі), ведуча історію від етруської арки, доповненої класичними елементами. Виділення арки в самостійний тип пам'ятника — ознака бажання римлян втілювати ідеологічні цінності основи держави. Взагалі, саме поняття монумента, таке важливе для всієї римської архітектури, «пов'язане з бажанням встановити конкретну зв'язок між історичним минулим, сьогоденням і майбутнім, висловивши, в відчутних і вічних формах непорушність ідеологічних засад».

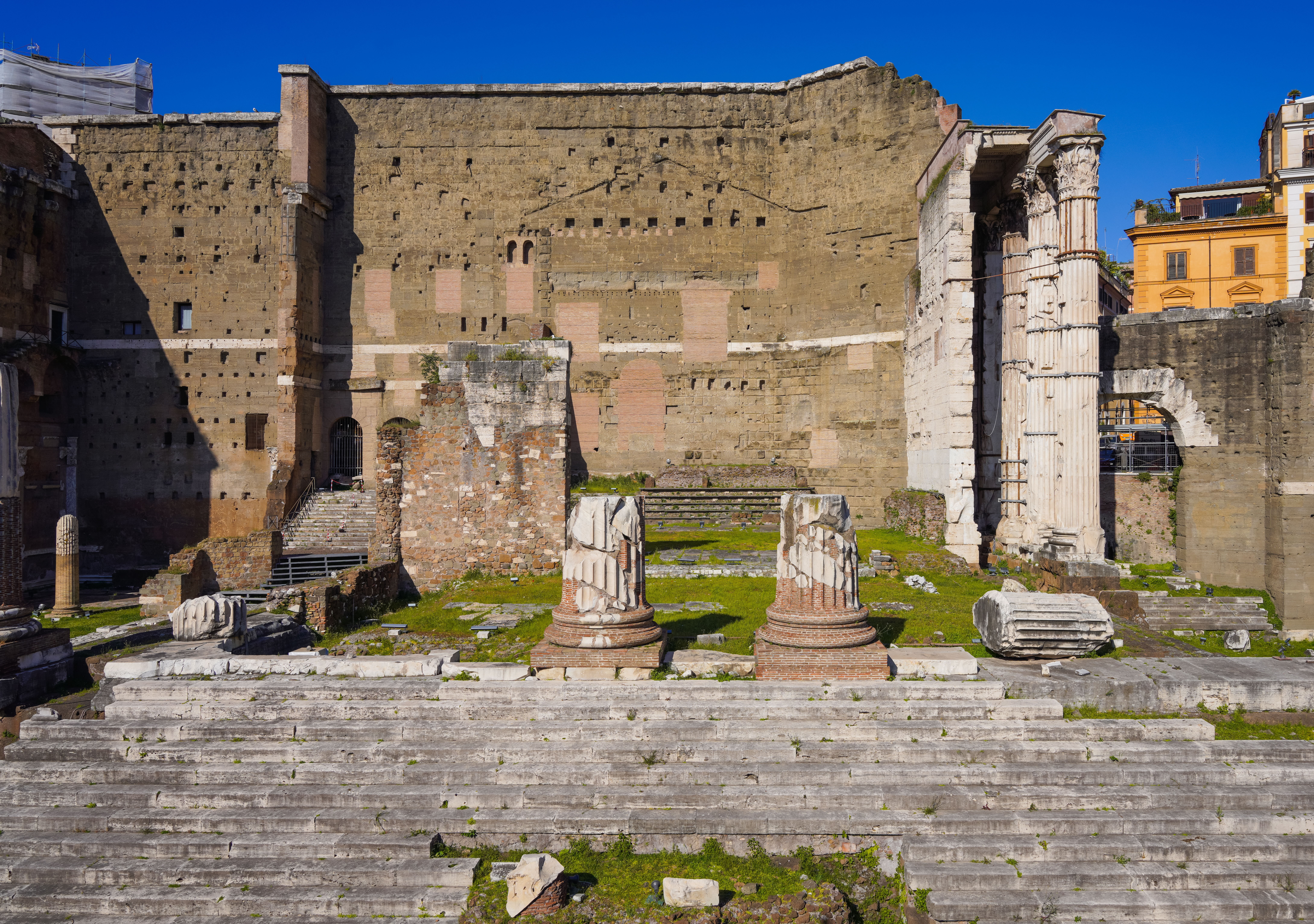

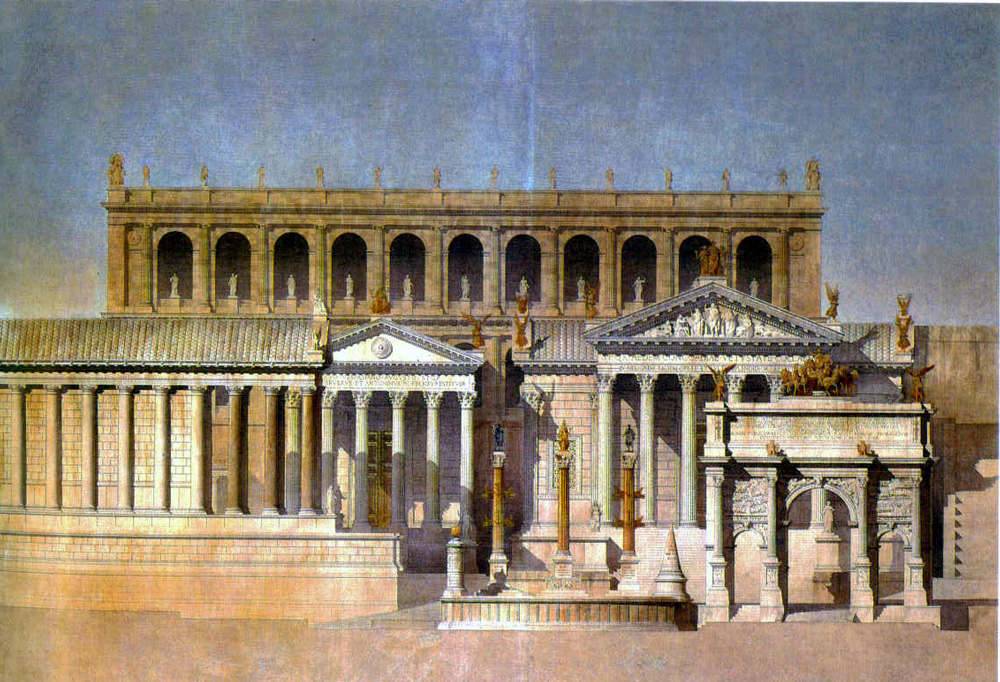
Реконструкція Римського форуму

Форум Августа стає прикладом для інших імператорських форумів. Ця велика прямокутна площа, обрамлена портиками, включала храм Марса Ультора. Огорожа утворювала майданчики — екседри, широкі дуги. У театрі Марцелла (II ст. до н. е.) три ордери змінюють один одного — від масивного тосканського, через іонічний до витонченого коринфського — ордена суперпозиція. У цьому пам'ятнику повторений основний елемент базиліки Юлія — арка, підтримувана пілястрами, з напівколонами.
Величезний палац Нерона — Золотий будинок, величезний комплекс будівель з садами, згрупований навколо великої 8-кутової будівлі в центрі, увінчаної куполом. Купол був подібний до небосхилу. Палац був зруйнований Веспасіаном, проте роль в розвитку римської архітектури зіграв. Нерон, мабуть, орієнтувався на східну теократичну традицію, хотів створити «палац сонця». Вплив сходу відчувається в розкоші обробки, декору, садів, надмірності планування. Палац мав би стати монументом, що увічнює божественність імператора. Такий підхід стане характерним для всієї імперської архітектури Риму — з її прагненням до зведення масивних, пластично рухомих структур, що обмежують великі відкриті простори.
Амфітеатр Флавіїв — Колізей, став символом міста. Особливе ідеологічне значення він придбав на тисячоліття. Циркові змагання, які там відбувалися, одночасно були і "тріумфальною ходою. Амфітеатр на 45 тис. глядачів був ретельно продуманий, транспортні та пішохідні потоки розділені. Колізей домінував над пейзажем, завершував монументальний вигляд міста. Вперше будівлю було задумано з урахуванням її ролі в плануванні міста, в співвідношенні до навколишнього середовища.
Римська архітектура, маючи в своїй основі криволінійні форми — в плані єкседри, апсиди, ротонди; в розрізі арки, склепіння, куполи — прагне до вільного розвитку в просторі шляхом чергування мас з незаповненими, але супідрядними просторами. Кожна будівля знаходить своє продовження в наступному, створюючи єдине ціле. Так працює, наприклад, форум, який визначається і планом, і конфігурацією обмежуючих його стін. Аполлодор з Дамаска, ймовірно, планував форум Траяна. Він мав двоярусну колонаду, обмежувався форумом Августа і базилікою Ульпія, двома великими дугоподібними цегляними мурами, і поруч «таберни» з нішами і вікнами. Базиліка Ульпія повторювала в плані форум. Тут же було дві бібліотечні будівлі, храм Траяна і колона Траяна. Центр ділового життя Стародавнього Риму одночасно виступав монументом, увічнює перемогу над варварами.
Терми були ще одним великим суспільним будинком. Терми Траяна (розпочаті Домиціаном) було побудовано на залишках Золотого будинку, то була складна структура, в центрі — група приміщень для купання, а навколо — численні палестри, майданчики для гімнастичних гри, бібліотеки, портики, сади і вулиці.

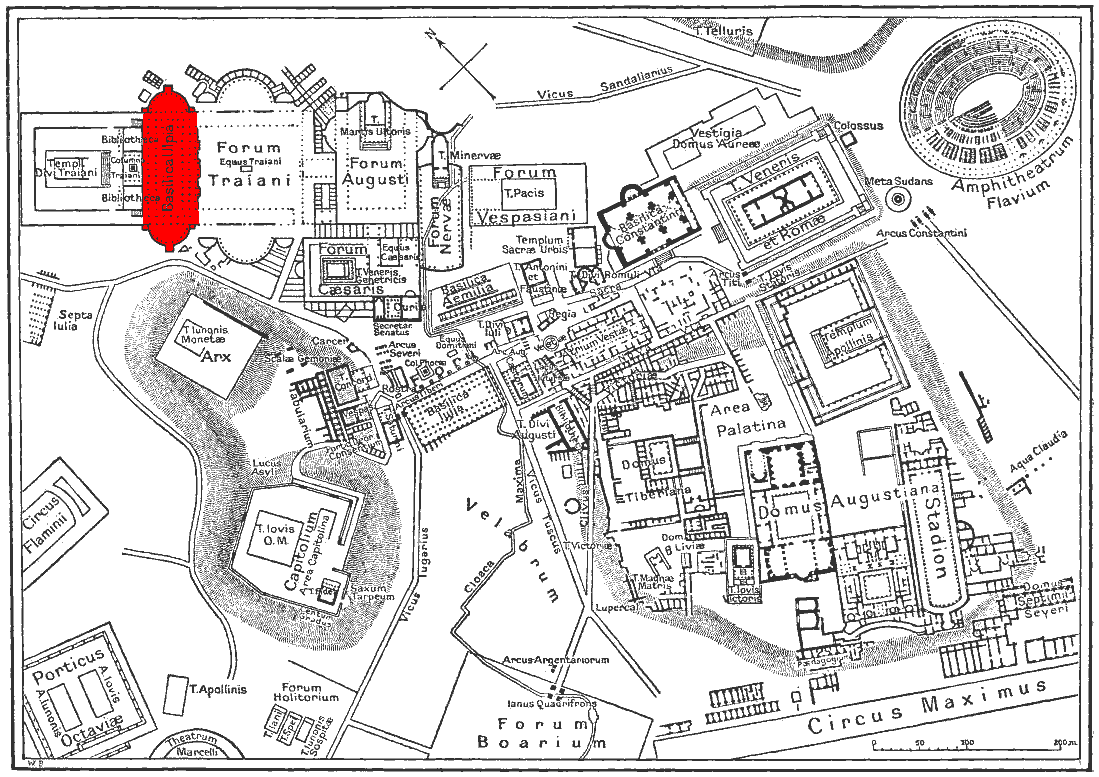
Базиліка Ульпія(план)
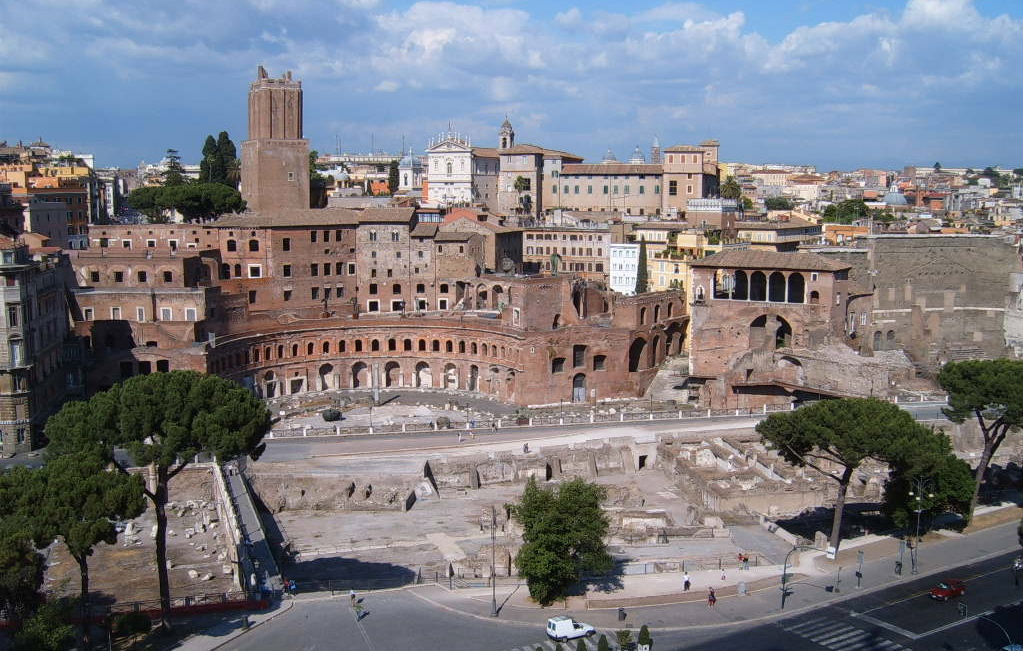
Форум Траяна
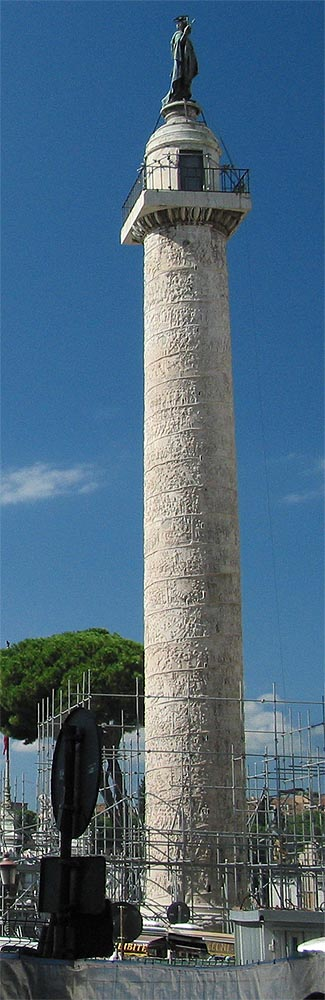
Колона Траяна

Адріан, зійшовши на престол, зробив перелом у розвитку римської архітектури. Любитель Греції надав культурі свого часу яскраво виражений класичний характер. Вілла Адріана відображає його враження про поїздку по Греції та Єгипту.
Відновлюючи Пантеон, розпочатий Агриппою і згорілий, Адріан явно планував ідеальний круглий храм. Висота чашоподібного купола візуально збільшена завдяки кесона і комплювій, через який рівномірно розтікається світло. Зовні прямокутний пронаос перспективно організовує циліндричний обсяг. Мавзолей Адріана в плані продовжує схему Мавзолей Августа, але в більш значних розмірах, з урахуванням місця розташування на березі річки.
Адріановскій класицизм — тимчасове явище в розвитку римської архітектури. Поширившись в провінціях, римська архітектура переплітається з грецькими течіями і призводить до самих різних рішень і несподіваних побудов. Провінційні явища, в свою чергу, впливають на столицю, і в III ст. виникає архітектура, яка все частіше прагне до досягнення значних просторових ефектів, і де яскраві розписи набувають структурного значення.
Терми Каракалли — типовий приклад прагнення до стилю гігантського, а вже не монументального, що характерно для періоду занепаду імперії. Усередині величезного периметра стін знаходилися палестри, перістільні двори, сади, лавки та адміністративні приміщення. Лазні були забезпечені складним технічним обладнанням, величезними купальнями, склепінними або купольними перекриттями. Храм Мітри всередині терм — ознака інтересу римлян цієї епохи до східних культів.
Німфей Ліцинія (храм Мінерви Медики) — типовий екземпляр структурної складності архітектури цього періоду. Ця складність служить мальовничому розкриття динамізму архітектурних мас. У центрі німфея — 10-кутник з напівкруглими нішами, тому в плані виходить «ромашка». Обсяг накритий куполом, який підпирає контрфорсами, які приглушують розпір.
Формалізм еллінізму призводить до бродіння в римській техніці і виникненню нових, сміливих рішень і варіантів. Такі храми в Баальбеці в Сирії, особливо Храм Венери; скельні гробниці в Петрі з архітектурно оформленими фасадами. Традиційні форми класичної архітектури поєднуються тут вельми довільно. У столиці останнє велике починання справив імператор Авреліан, який в 272 році обніс місто стінами.

## Стінопис

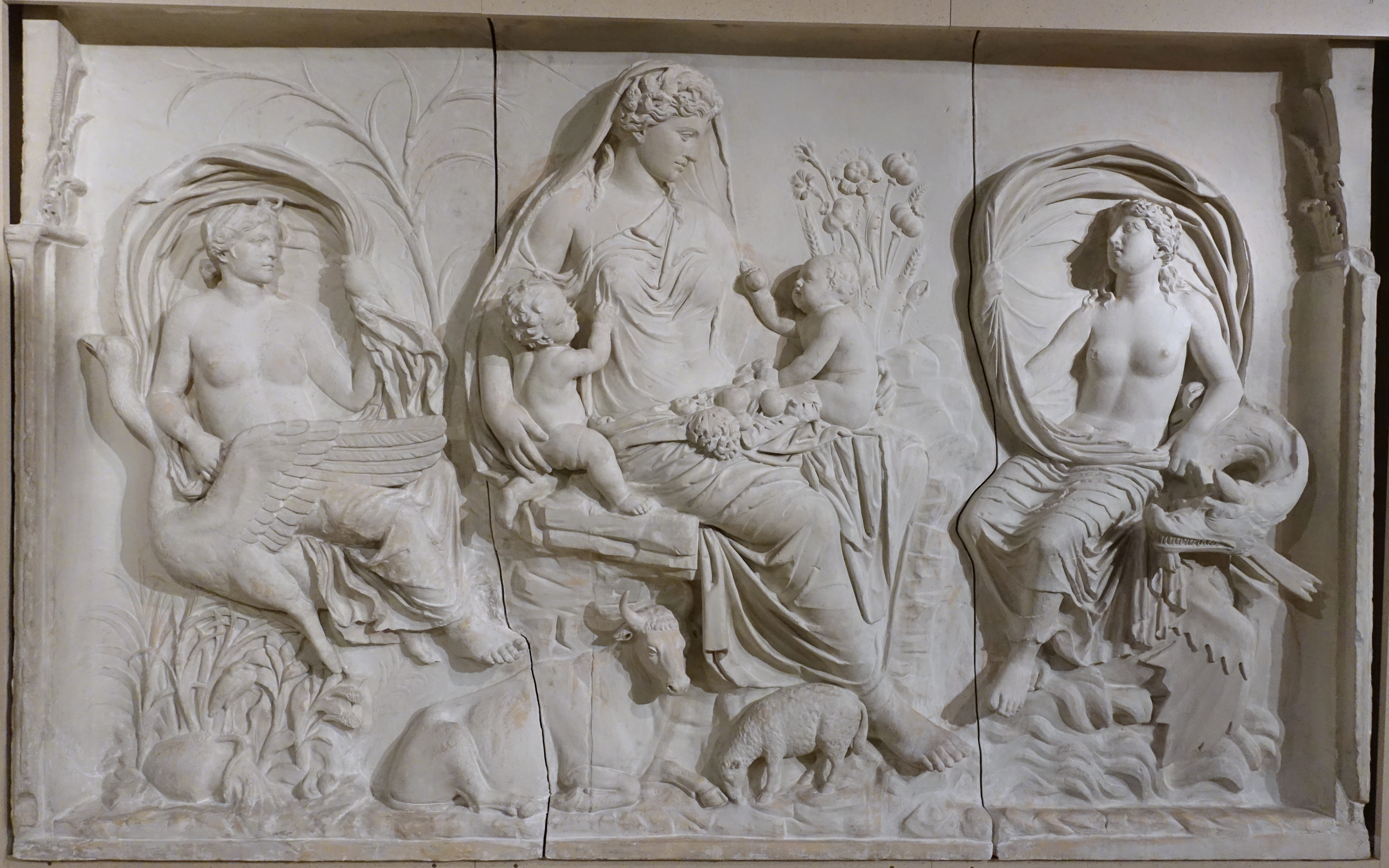
Рельєф Вівтару Миру

У римській архітектурі стіна грає роль розподілювача простору, крім того, вона надає простір на повітряне середовище перед нею. Аналогічно дно басейну обумовлює колір водної гладі. Стіна була не твердинею, а простором з уявною глибиною, тому служила місцем зображення природи, історії, міфів, була ніби «екраном для проектування».
Типовий приклад — Вівтар Миру, побудований при Августі. На його 4 сторонах — рельєфи з рослинними орнаментами, фігурами. Виступаючі частини барельєфа взаємодіють з простором, світлом, повітрям, інші шари сприяють ілюзорного руйнування фізичної площини, створення уявної глибини. Площина виявляється «сполучною мембраною» між природним і уявним просторами.

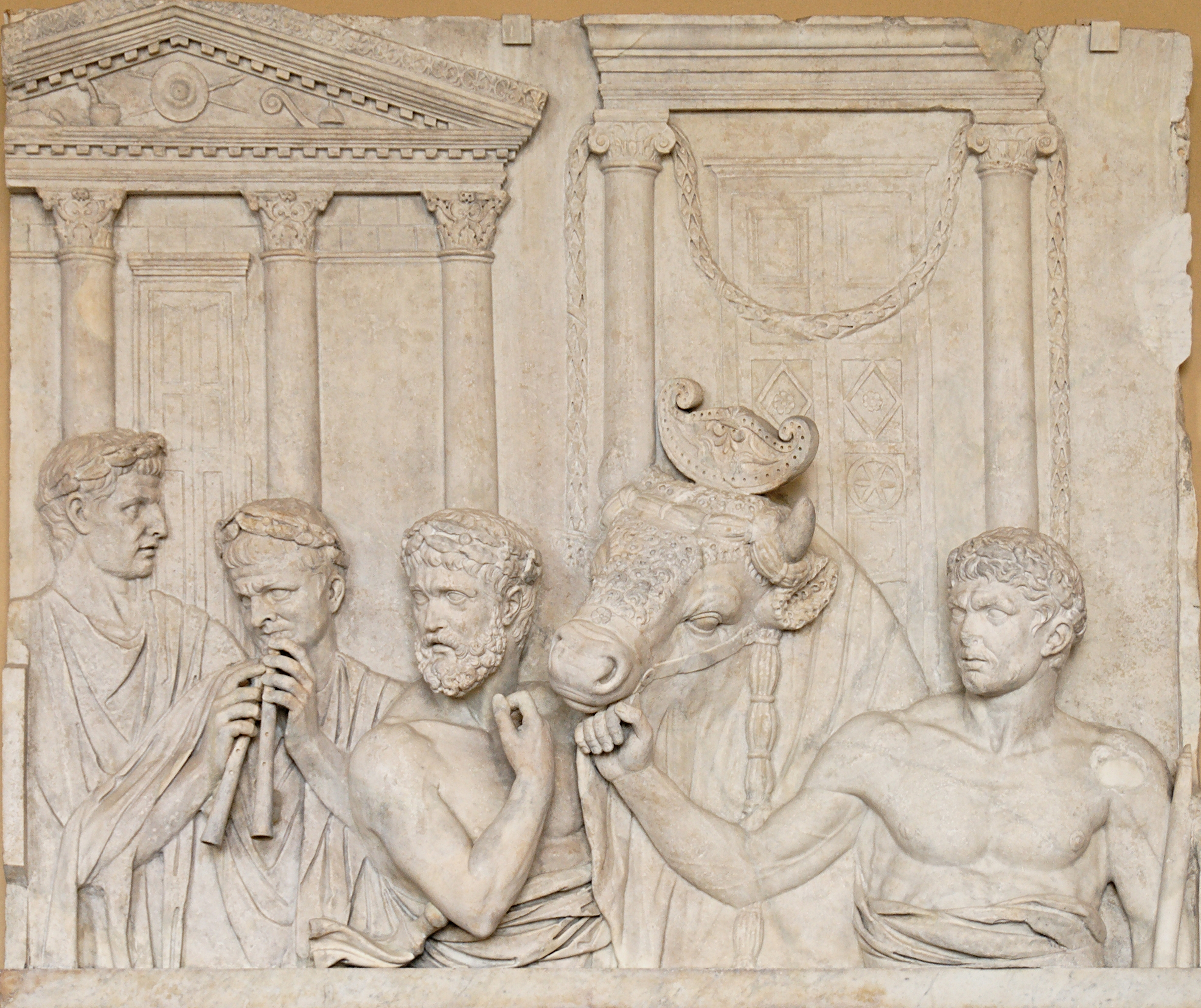
Приготування жертви тварин ; мармур, фрагмент архітектурного рельєфу першої чверті 2 ст. з Риму, Італія

Для пластичних прикрас використовується техніка стукко (вапно і мармуровий пил), яка відмінно підходить для тонких світлотіньових і художніх ефектів. Суміш ця легко піддавалася ліпленню, при висиханні стає схожою на монохромну живопис. Ця техніка застосовується там, де через вологість або слабку видимость не можна застосовувати розпис. Типовий приклад — прикраса підземної базиліки Порта-Маджоре в Римі.
Давньоримський настінний живопис залежить від елліністичних зразків. Найкраще збереглися розписи в будівлях Помпеї і Геркуланума. Існують 4 стилі настінних розписів. Перший стиль давньоримського живопису має східне походження: розфарбовані чотирикутники, що імітують мармурові блоки. Другий стиль давньоримського живопису складніший: над цоколем зображується архітектурна перспектива, до якої вписуються «картини», зазвичай на міфологічні сюжети, з архітектурними або пейзажними фонами. Третій стиль давньоримського живопису («площинний») — також зі складними архітектурними побудовами, але будівлі вже фантастичні, відрізняються графічністю, ніжністю колориту. Тут зустрічаються вставки, іноді чорного кольору, з контурними фігурками. Перспективне обрамлення тут служить для того, щоб картини із зображенням фігурок поміщалися в певній глибині і не зливалися з площиною стін. Четвертий стиль давньоримського живопису (з'являється тільки в останні роки існування обох міст) — з архітектурно-перспективнию побудовою другого стилю, але з більш інтенсивним колоризмом і більш складною конструктивною організацією, подібною декораціям театральної сцени.

## Скульптура

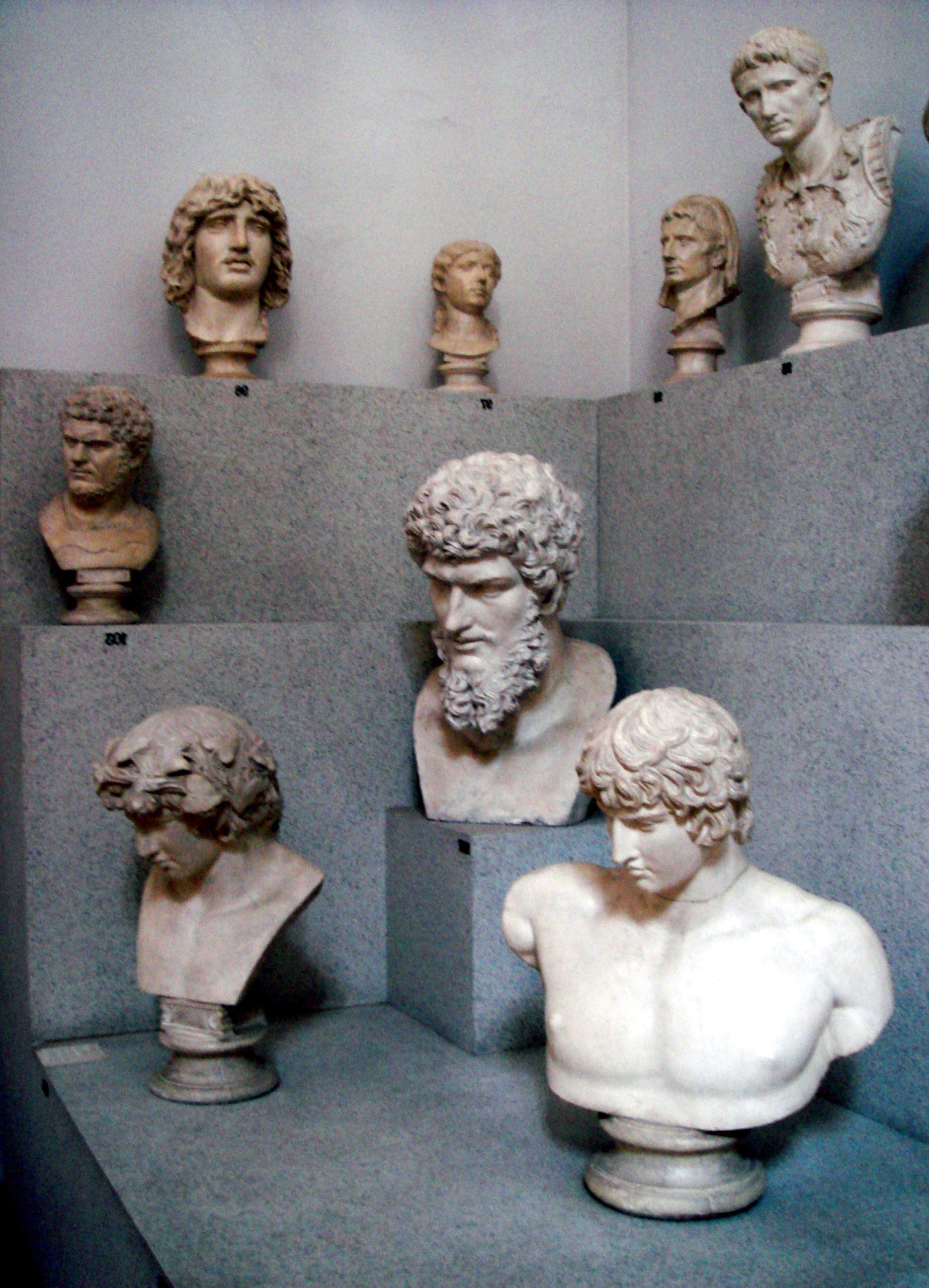

За переказами, перші скульптури у Стародавньому Римі з'явилися ще за часів царювання Тарквінія Гордого. Матеріалом для них тоді була глина. Саме глиняні скульптури прикрашали дах храму Юпітера, що був збудований на Капітолійському пагорбі. Бронзу римляни почали використовувати дещо пізніше, ніж греки. Це сталося лише у V ст. до н. е. Однією з відомих найдавніших бронзових скульптур була статуя богині плодючості Церери. У V—IV ст. до н. е. в Давньому Римі з'являються скульптурні образи не лише богів, але й знаних вельмож — сенаторів, консулів та їх предків, що розміщувалися згідно із законом на Форумі.
На відміну від стародавніх греків, римський скульптурний портрет був більш пов'язаний із культом предків. Існував давній звичай знімати з померлих посмертні воскові маски. Потім вони зберігалися поряд зі скульптурками пенатів та ларів у спеціально підготовленій для них кімнаті будинку, з якого виносилися лише на час урочистих поховань члена роду і слугували своєрідним показником його знатності. Саме ця обставина зумовлювала необхідність портретної схожості образу із зображуваним. Скульптура повинна була прославляти людину і її нащадків.
Вагомий вплив на формування римського портрета мали як етруська, так і грецька спадщина. Вплив останньої ставав особливо помітним з кінця III ст. до н. е., коли римляни, захопивши грецькі міста, грабували їх і вивозили усе, що заслуговувало на увагу. Як трофеї до Риму вивозилися і скульптури. Потрапивши до столиці імперії, вони виставлялися як на форумі, так і у храмах, приватних міських будинках, парках. Таким чином, з часом давньоримська скульптура отримує ще одну функцію — вона стає обов'язковим елементом інтер'єру.
Для періоду Ранньої Республіки ще залишається характерним механічне копіювання портретних рис конкретної людини. Прикладом може бути бронзова скульптура, що стала відомою під назвою «Оратор».
Розквіт реалістичного портрета римських майстрів, серед яких було немало відпущених на волю з рабства греків (наприклад, грецький майстер Стефан), зазнав найвищого розквіту в І ст. до н. е. Цим часом датуються добре відомі портрети Помпея, Цицерона, Цезаря. Вражають своєю величчю знамениті барельєфи на Марсовому полі, що прикрашали стіну, яка оточувала Вівтар Миру (9 р. до н. е.). Його було збудовано на честь перемог Великого Августа в Галлії та Іспанії. Елліністичний дух відображено як на барельєфах, що прикрашали арку Тита, так і на скульптурних портретах Андріана та Антонія Пія. Інтерес до історії як до послідовного розвитку подій помітний вже в період Республіки — в барельєфах з «безперервним оповіданням». Вівтар Миру (9 р. до н. е.) — приклад їх використання. На рельєфах зображено жертвоприношення, урочиста процесія. Фігури акуратно розташовані паралельними планами, що йдуть углиб: перспектива поставлена на службу символічної ієрархії. Ритму немає, зате є інтонації.

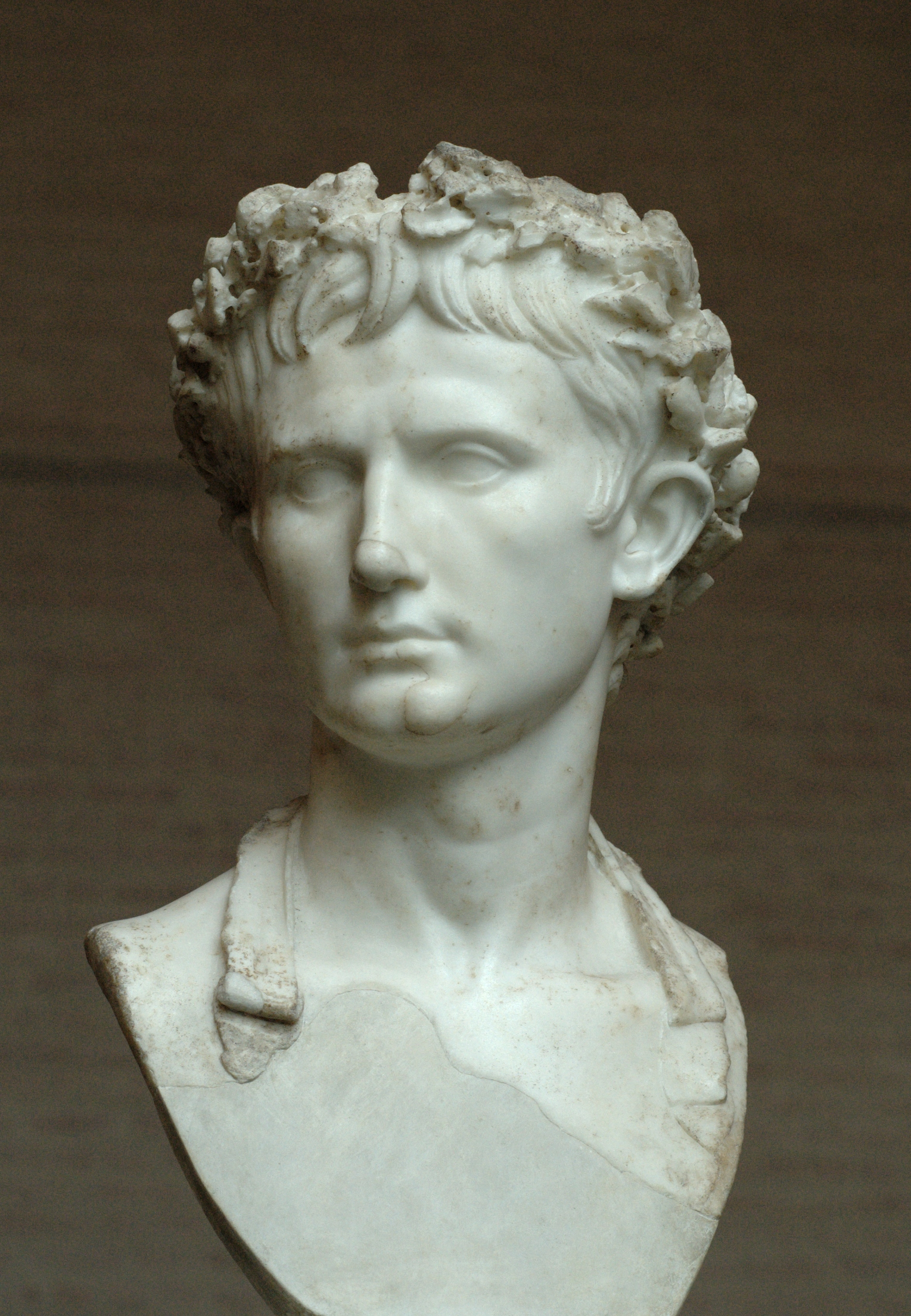
Октавіан Август

В епоху Ранньої Імперії домінують парадний та офіційний портрети. Яскравим зразком останнього є скульптурний портрет імператора Августа. Август зображений в образі полководця з високо піднятою рукою, у якій він тримає жезл. Скульптору вдалося віртуозно передати величний спокій, урівноваженість композиції. За час правління династії Флавіїв (друга половина І ст. н. е.) у скульптурі майстрам вдається поєднати яскраву індивіду-алізованість із точністю виразу неповторного людського характеру. Такими є портрети Вітеллія та Веспасіана, якому приписують відомий вислів: «Гроші не пахнуть».
Офіційна портретна скульптура періоду Августа, починаючи зі статуї з Прима Порта, носить схожі риси. Очевидно звернення до грецького канону і прагнення до державних міркувань. Рельєфи Арки Тита вже далекі від класицизму Августа. Рельєфи ніби відкривають вікно всередину стіни, простір організовано живописно і перспективно. Силуети створюють враження глибини простору.

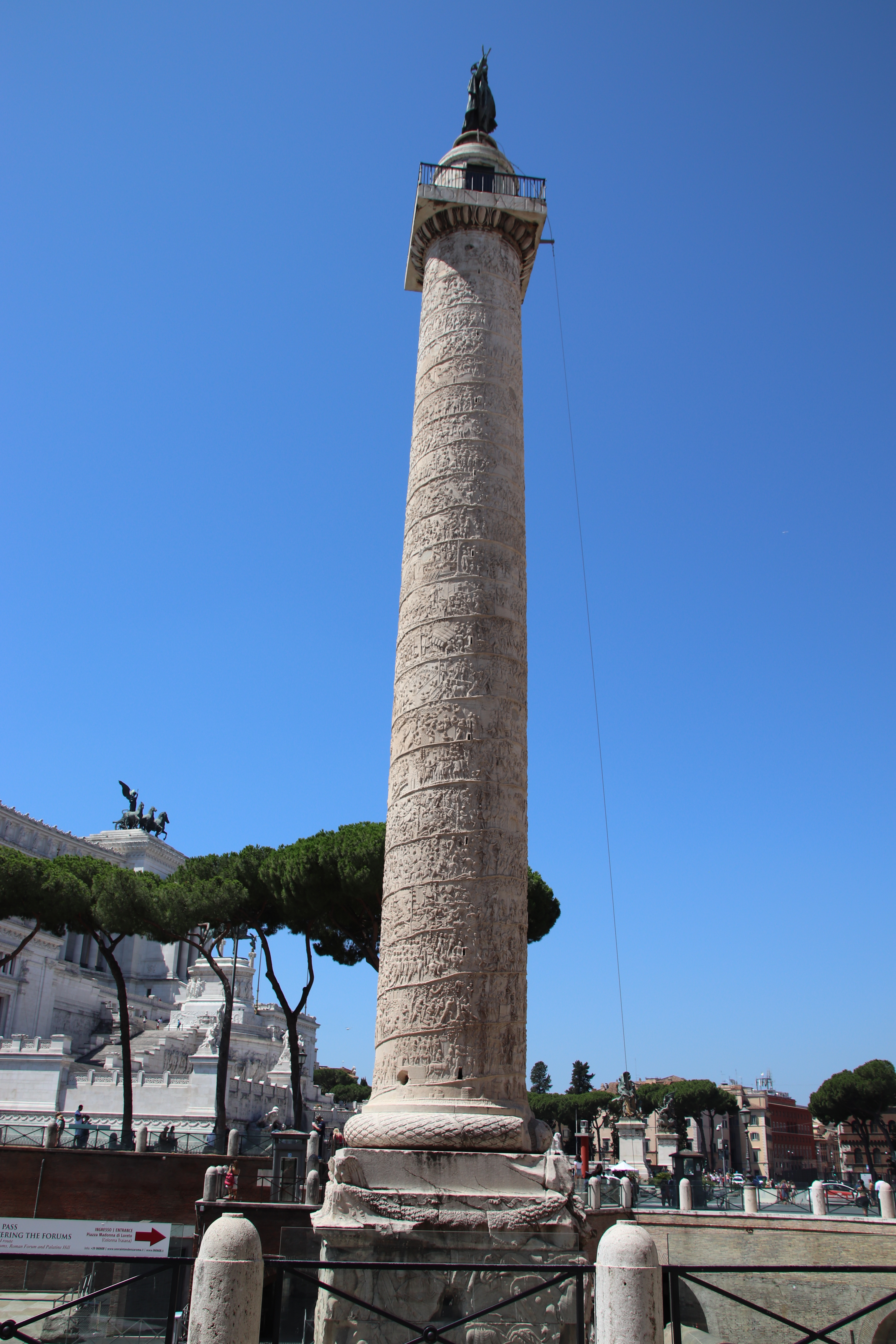
Секція колони Траяна

Колона Траяна (113 р. н. е.) створена спіраллю рельєфів з розповіддю про військові подвиги імператора. 200-метрова стрічка показує епізоди двох кампаній в Дакії. Пейзаж передається деталями — вільний або шматком стіни. Звичайні пропорції не використовуються. Скульптор відрізняється майже простонародною симпатією до переможених — він не римлянин, не грек і не з Малої Азії.
Провінційними художниками, в сумішші з класикою, створюється нова художня мова, яка пізніше буде відома як пізньоантичне мистецтво.
Хоча під час Адріана (117—138) класичне мистецтво переживає новий підйом — завдяки його особистим смакам, але це ненадовго. Деградація класичного мистецтва призводить до посилення антикласичних напрямків. Посилюється відмінність між офіційним придворним мистецтвом та іншим. У руслі адріановского класицизму створювалися вишукані портрети Антіноя, медальйони зі сценами полювання.
Мода на саркофаги з сюжетними рельєфами стала стверджуватися при Адріані. Пізніше вона поширюється все сильніше через величезну кількість майстерень в Римі. Сюжети використовуються різні — історичні, міфологічні, алегоричні. Їх відтворюють по пам'яті, доповнюючи деталями, залежними від автора або замовника. Зазвичай це узагальнено елегійні теми про швидкоплинність життя і неминучість смерті. Цей поетичний настрій веде до порушення класичних канонів. Композиція різна: розповідь або ведеться безперервно, або підрозділяється: горизонтально — на стрічки, вертикально — на ніші або едікули. Простір не організовується, а просто заповнюється безліччю фігур, ритмічно об'єднаних найпростішим способом. Наочність пластичної мови, різноманітність тем, використання алегорій і символіки пояснює, чому саркофаги виявилися такі популярні для передачі перших християнських тим, і стали одним з важливих сполучних ланок між пізньоантичним і ранньосередньовічним мистецтвом.

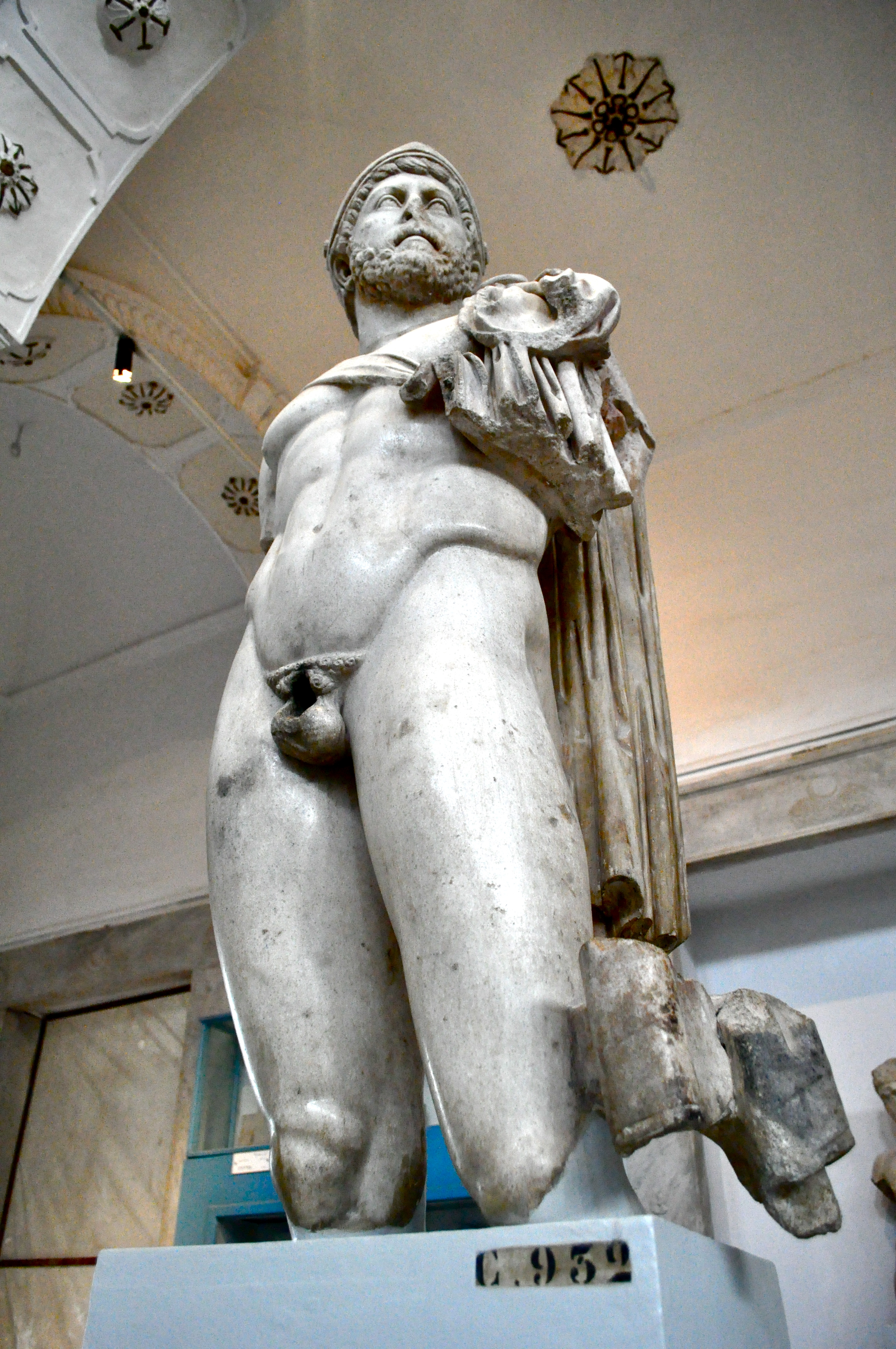
Імператор Адріан
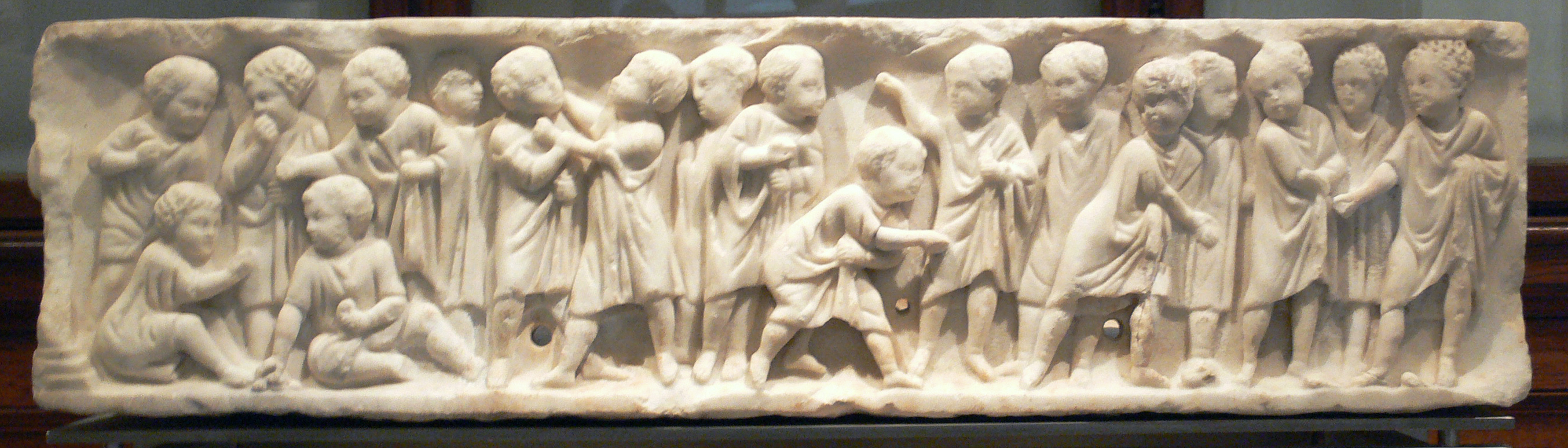
Саркофаг, 170 рік

## Живопис

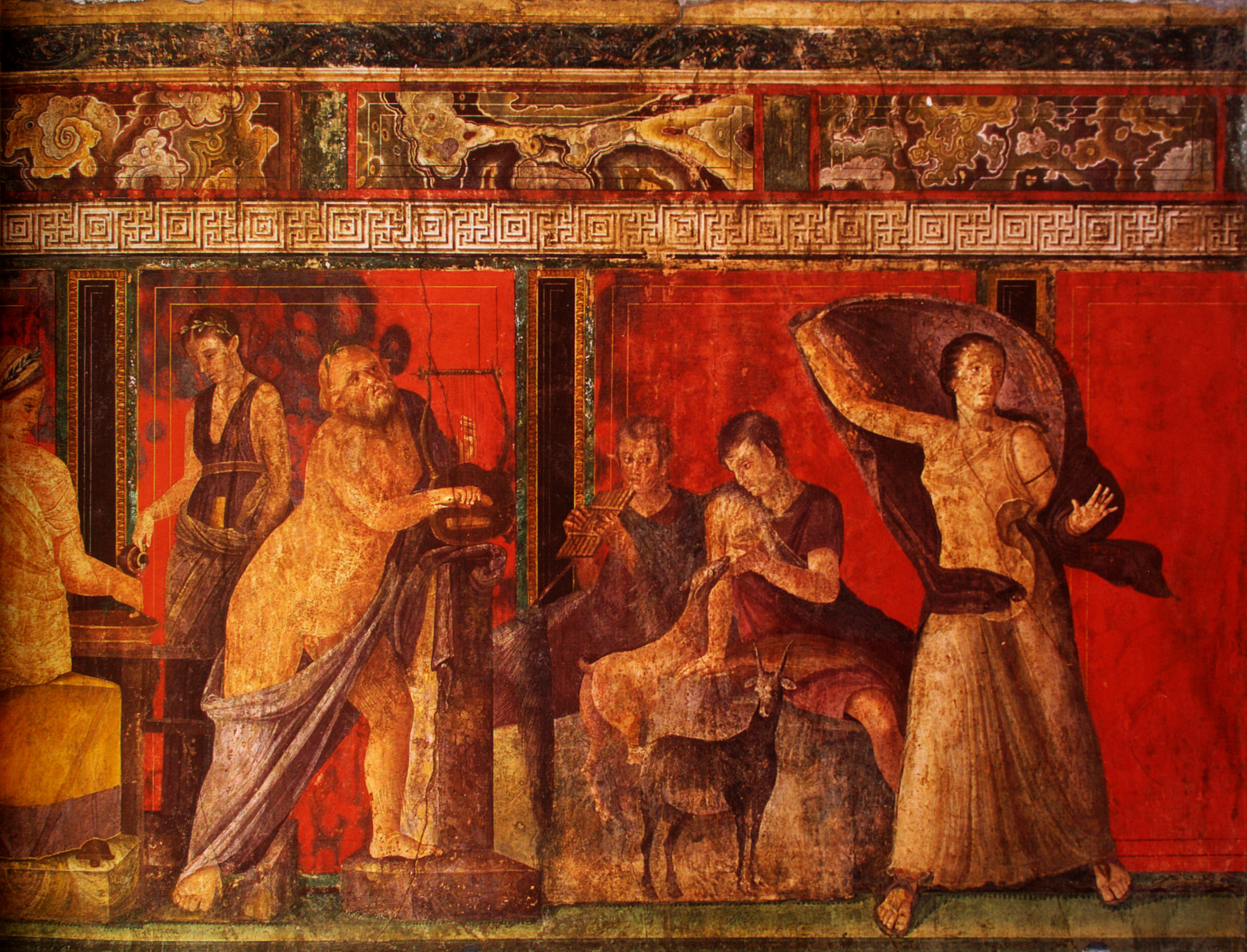
Фриз із Вілли Містерій

Порівняно з тим, що відомо про давньоримських скульптуру і архітектуру, наші знання з живопису Стародавнього Риму нескінченно малі. Майже всі дійшовші до нас твори належать до техніки настінного розпису, причому переважна більшість їх виявлено при розкопках Помпеї, Геркуланума та інших поселень, загиблих при виверженні Везувію в 79 р. н. е.., або знайдені в Римі і його околицях. Вони належать до вузького проміжку часу, тривалістю менше двох століть. Ніхто не стане заперечувати, що це був період, коли копіювалися грецькі зразки, ввозилися грецькі роботи і приїжджали грецькі майстри. Живопис зводився до врівноваженості колірних плям, світла і традиції та звертався до грецьких зразків. «Афінський художник» залишає підпис під монохромною картиною на мармурі «Жінки, які грають у кістки». Тут зображені тонко промальовані жіночі фігури, навіяні зображеннями з аттичних білофонних ваз. Більш пізніми грецькими зразками навіяні епізоди розписів, наприклад, «Весілля Албдобрандіні». Ймовірно, це робота копіїста.

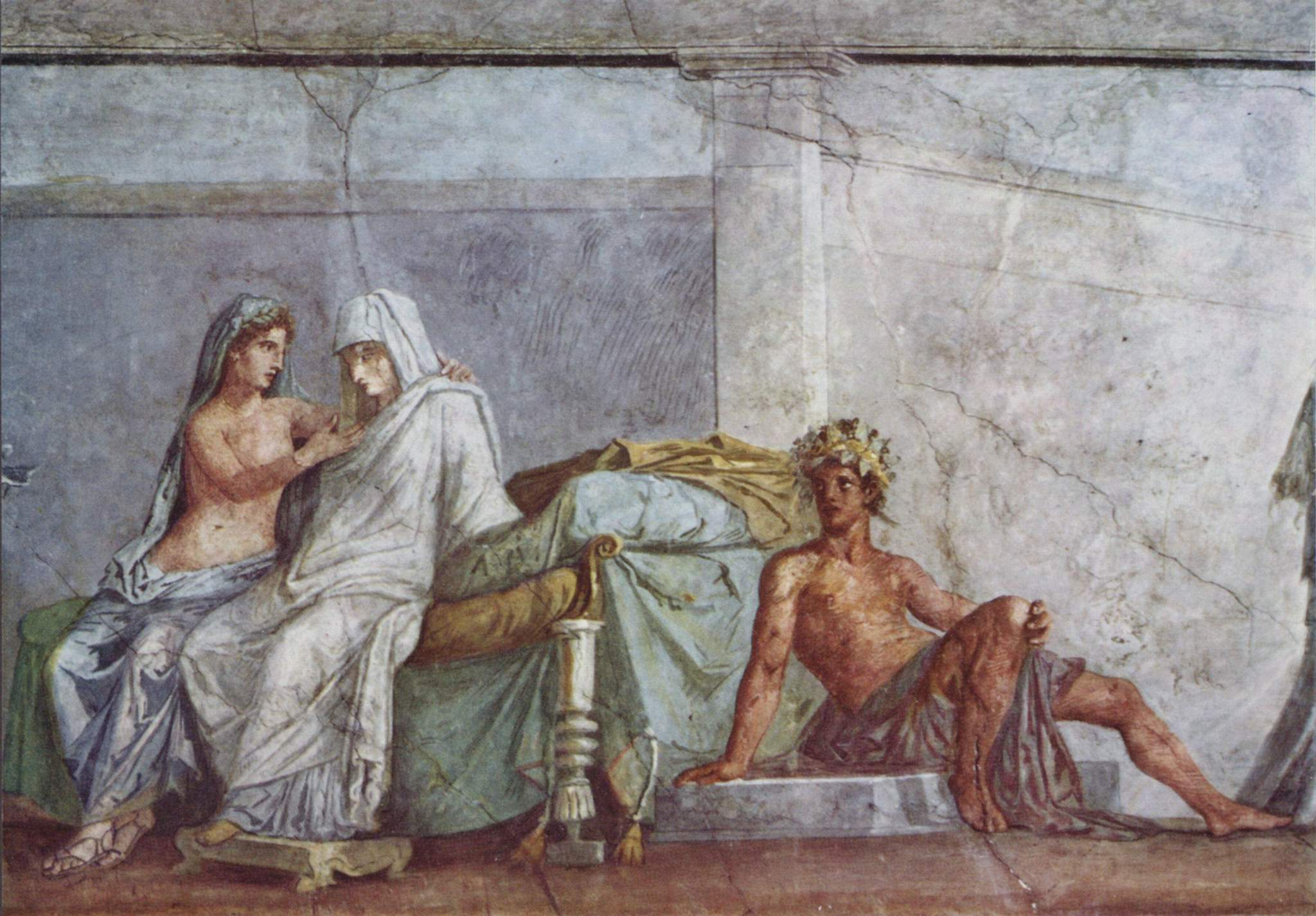
Весілля Албдобрандіні

Копіювання роботи часто відтворювалися по пам'яті і з деякими відхиленнями, що вело до ескізності, швидкості в роботі та у виконанні. Однак цей узагальнений стиль роботи, заснований на швидкості і роботі за зразками — не можна порівнювати з імпресіонізмом Нового Часу, який прагнув до безпосередньої передачі поточних зорових вражень.
Наприклад, «Гермафродит і Силен» з дому Веттіїв: художня мова відрізняється ескізністю, жвавістю і підкресленістю інтонації, але при цьому з ілюстрацією умовної схеми.

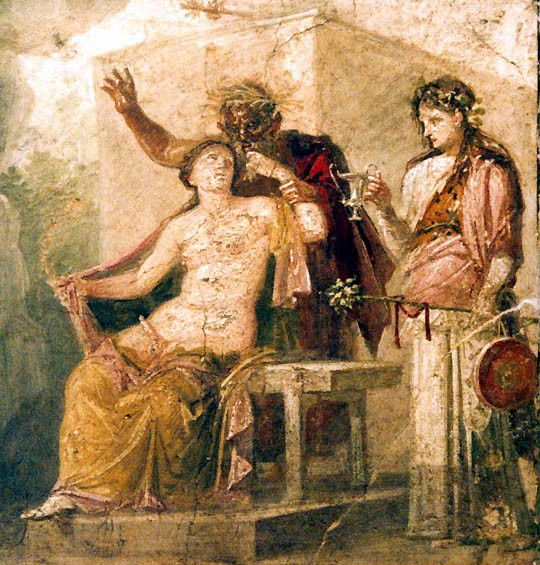
Гермафродит і Силен

Живопис заснований на протиставленні плям, проте контраст між тілами обох героїв обумовлений традицією зображення тіл жінок і юнаків блідими, а старих і атлетів — коричневими. Жести, фон узагальнені, дерева та архітектура — майже символічні.
На помпейскій Віллі Містерій зберігся фриз, що зображує ритуальну церемонію. Фігури виділяються на тлі червоної стіни, яка підкреслює їх точні контури з класичною простотою. Контури створюються не лініями, а колірними контрастами, і при цьому художник прагне не до позначення рельєфності їхніх тіл, а до фіксації їх образів, проекціюванню цих безтілесних образів на площину стіни. Ці розписи засновані на наслідуванні елліністичним зразкам. Але є й свідоцтво їх римського походження — підкреслено натуралістичне трактування, огрубіння образу (як бувало і у етрусків). У пейзажах і особливо портретах образ перебільшувався для більшої правдоподібності. У пейзажах застосовуються прийоми для ілюзійної передачі. У зображенні саду на віллі Лівії в Римі — справжній інвентар для догляду за рослинами. Художник втілює в фарбах неперевершений образ природи, для передачі якого підходить узагальнююча, побіжна, ескізна техніка. Ця техніка стає ще більш поширеною в ранньохристиянських розписах катакомб, де символічні зображення святих взагалі не мають зв'язку з реальним світом.

### Пейзаж і перспектива
Головним нововведенням римського живопису в порівнянні з грецьким мистецтвом було розвиток ландшафтів, зокрема, включення техніки перспектив, хоча справжня математична перспектива розвинулась через 1500 років. Текстури поверхні, затінення і забарвлення добре застосовуються, але масштаб і просторова глибина все ще не були точно відтворені. Деякі пейзажі були чистими сценами природи, особливо сади з квітами і деревами, другі — архітектурними видами міських будівель. Інші пейзажі показують епізоди з міфології, найвідоміші демонструють сцени з Одіссеї.
У традиційному розумінні мистецтво стародавнього Сходу знало  пейзажний живопис лише як фон для цивільних або військових сюжетів. Ця теорія, захищена Францем Вікхоффом, є спірною. Можна побачити свідчення грецького знання пейзажного зображення в критичних трактатах Платона: «і якщо ми подивимося на портретність божественних і людських тіл, виконаних художниками, у відношенні легкості або труднощів, з якими їм вдалося наслідувати своїх підданих, на думку глядачів, ми помітимо в першу чергу, що Що стосується землі і гір, і річок, і лісів, і всього неба, з речами, які існують і рухаються в ній, ми задоволені, якщо людина здатна представляти їх навіть з невеликим ступенем подоби»

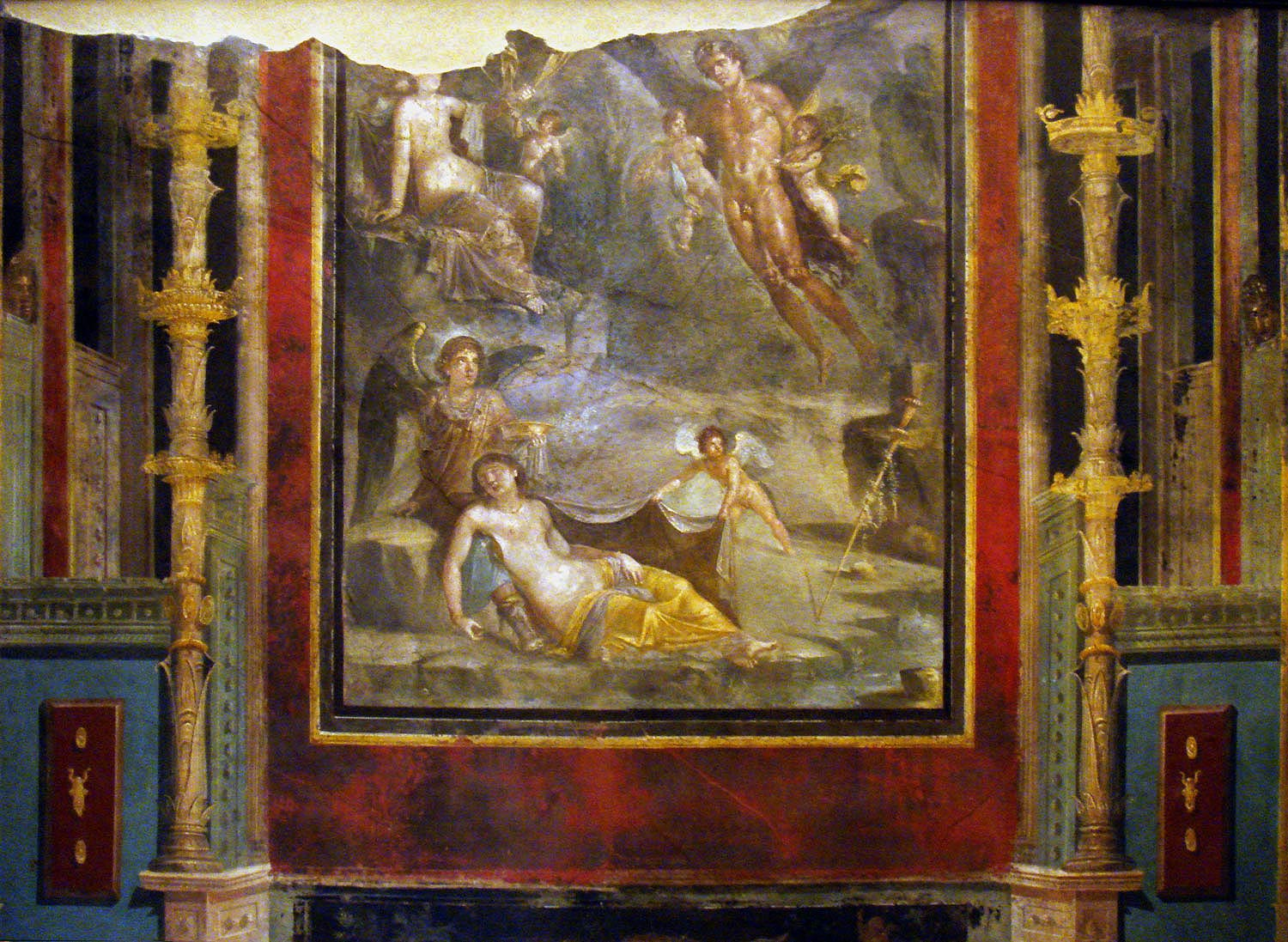
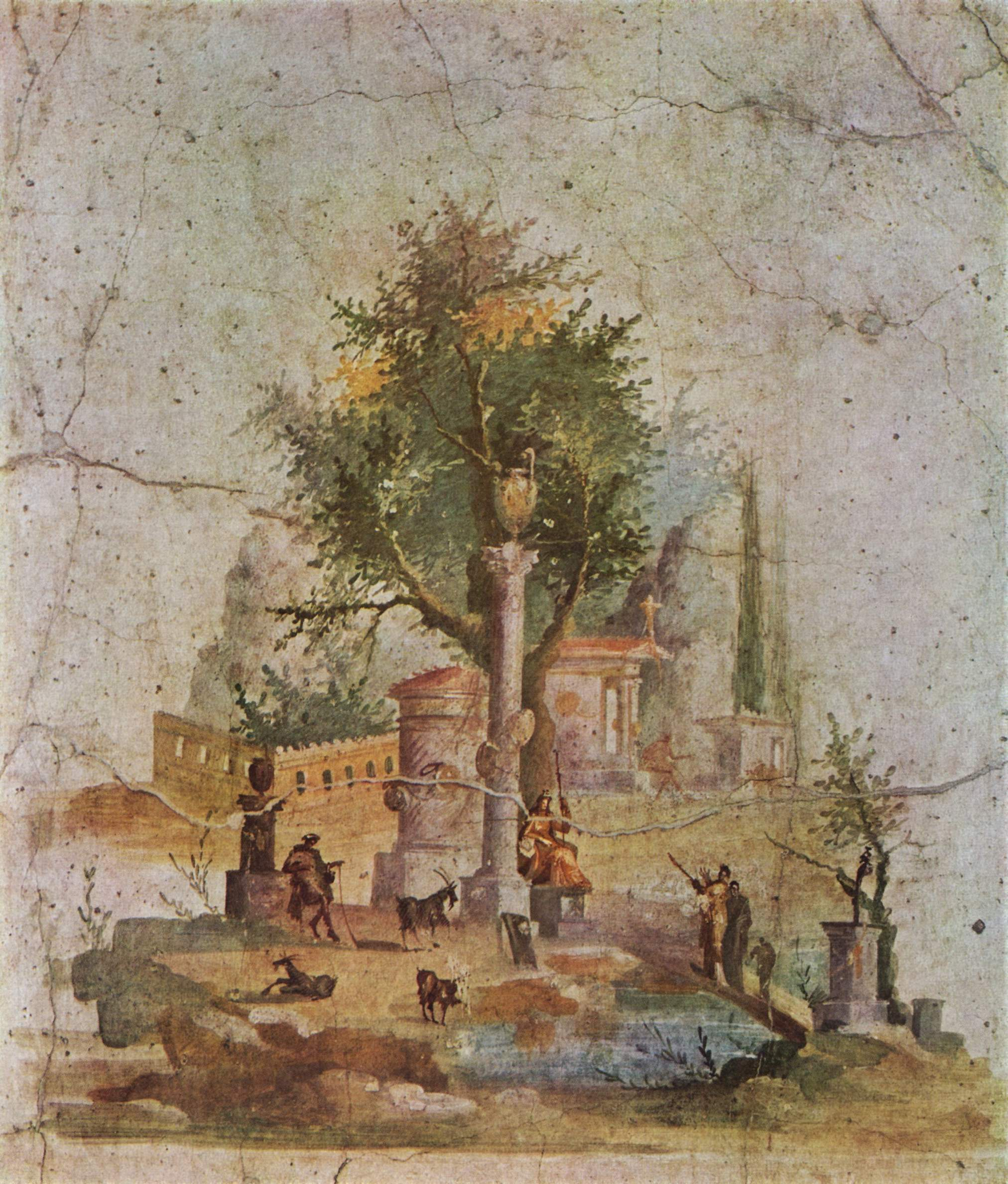
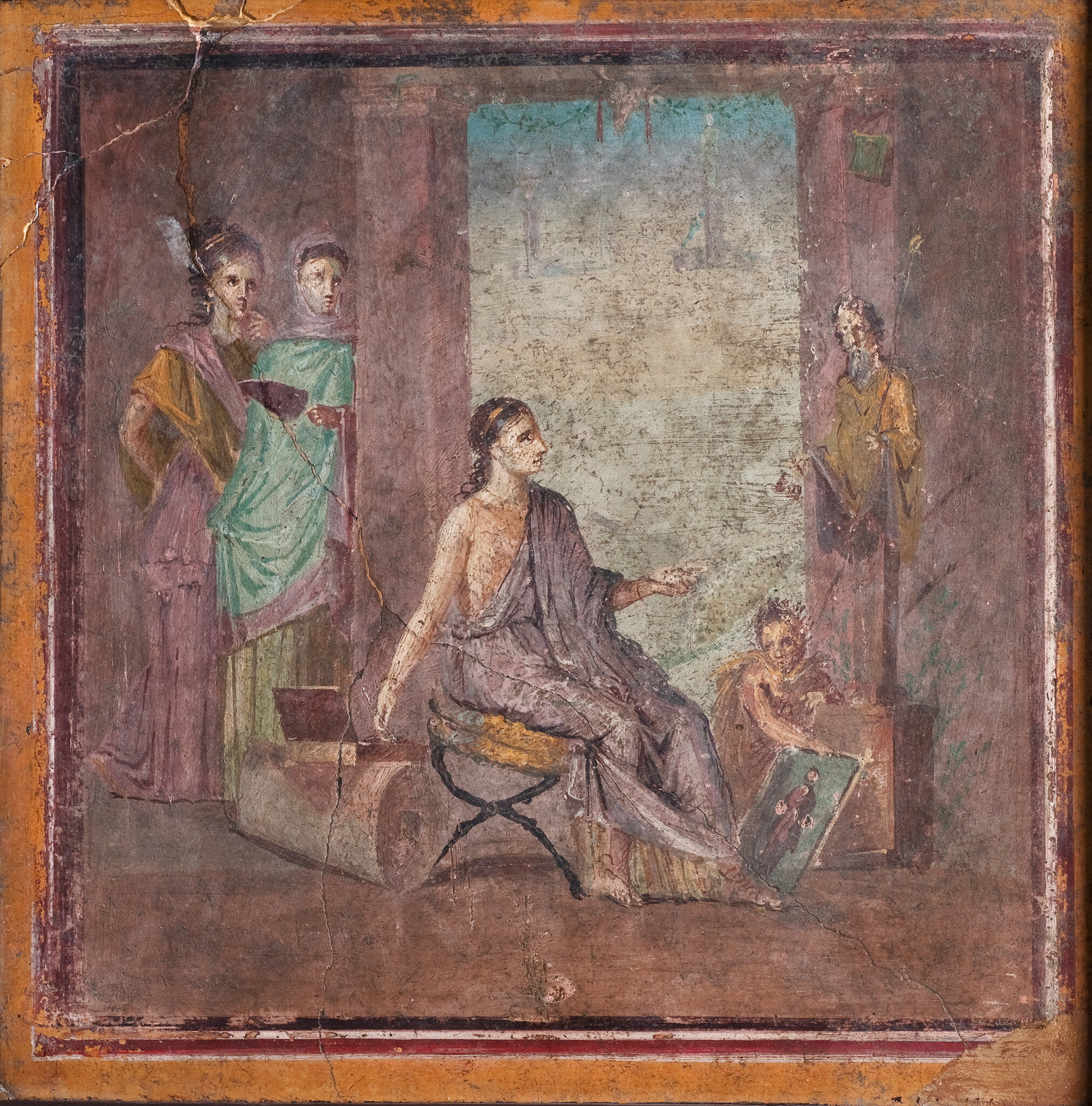

### Портретний живопис

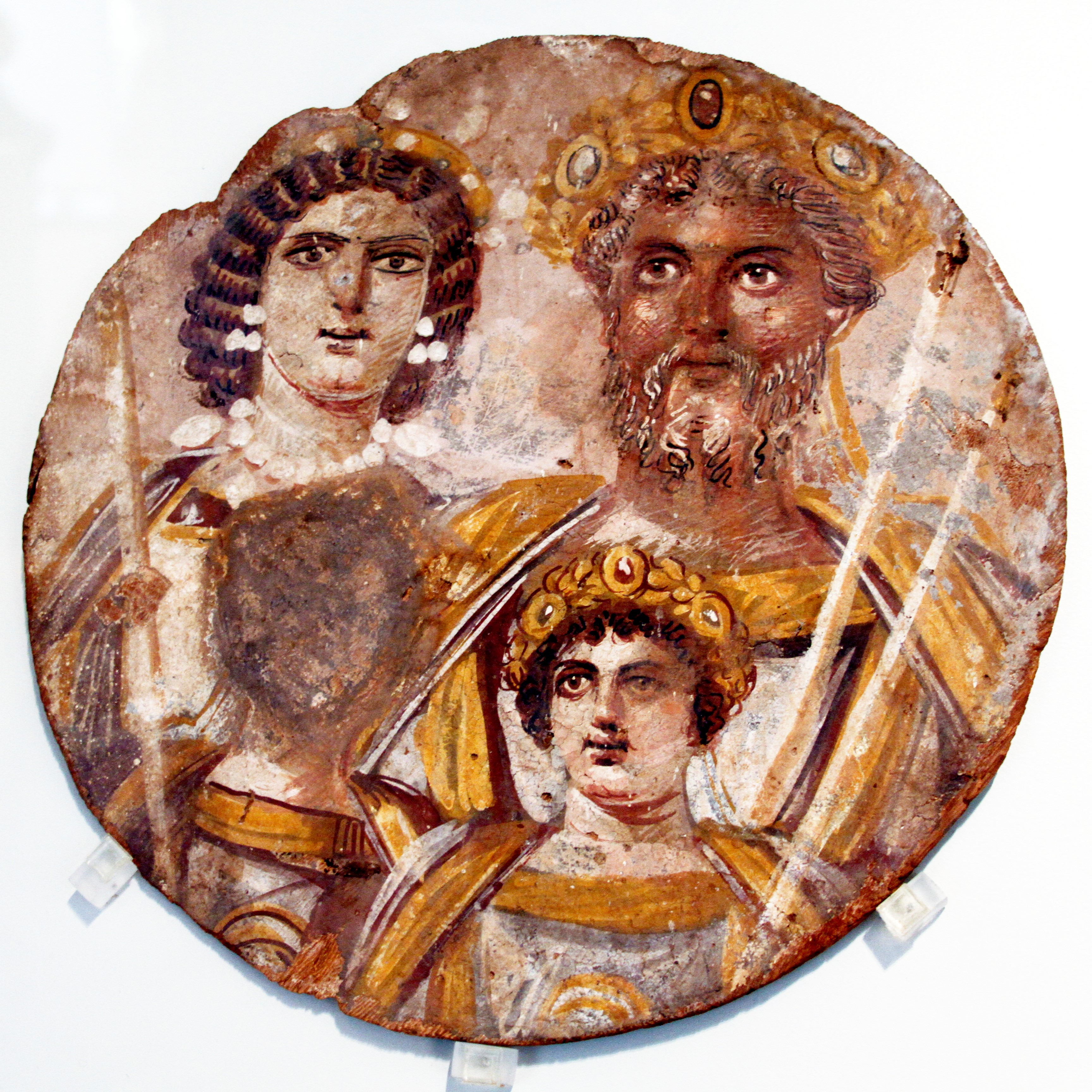
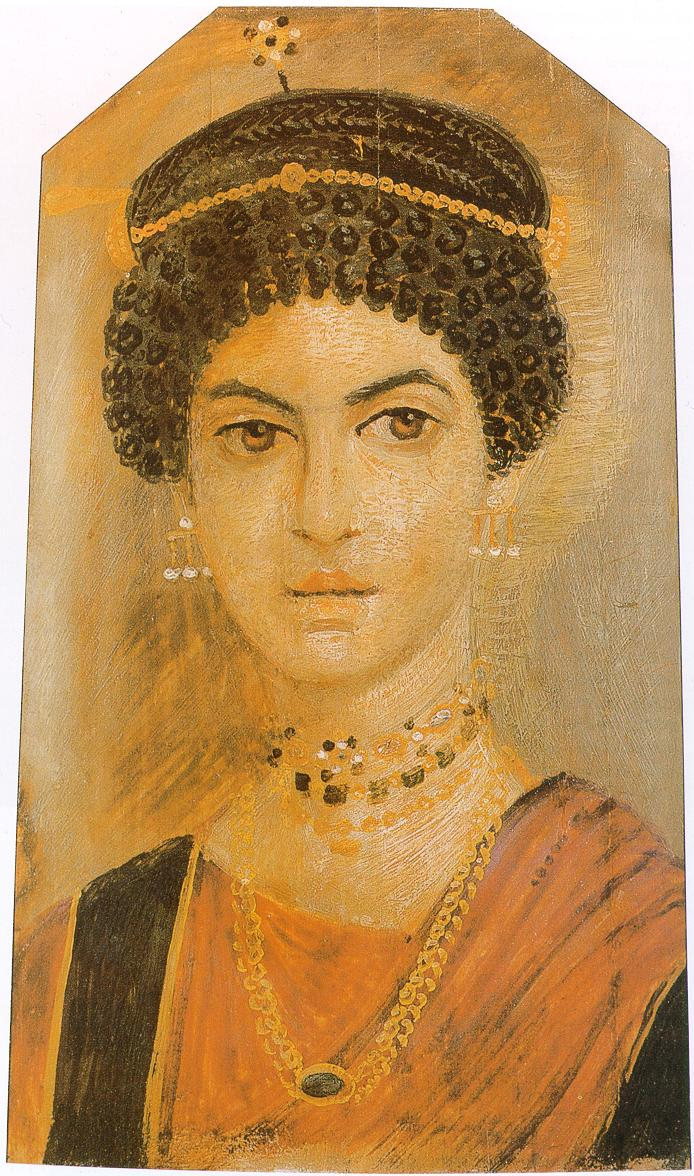
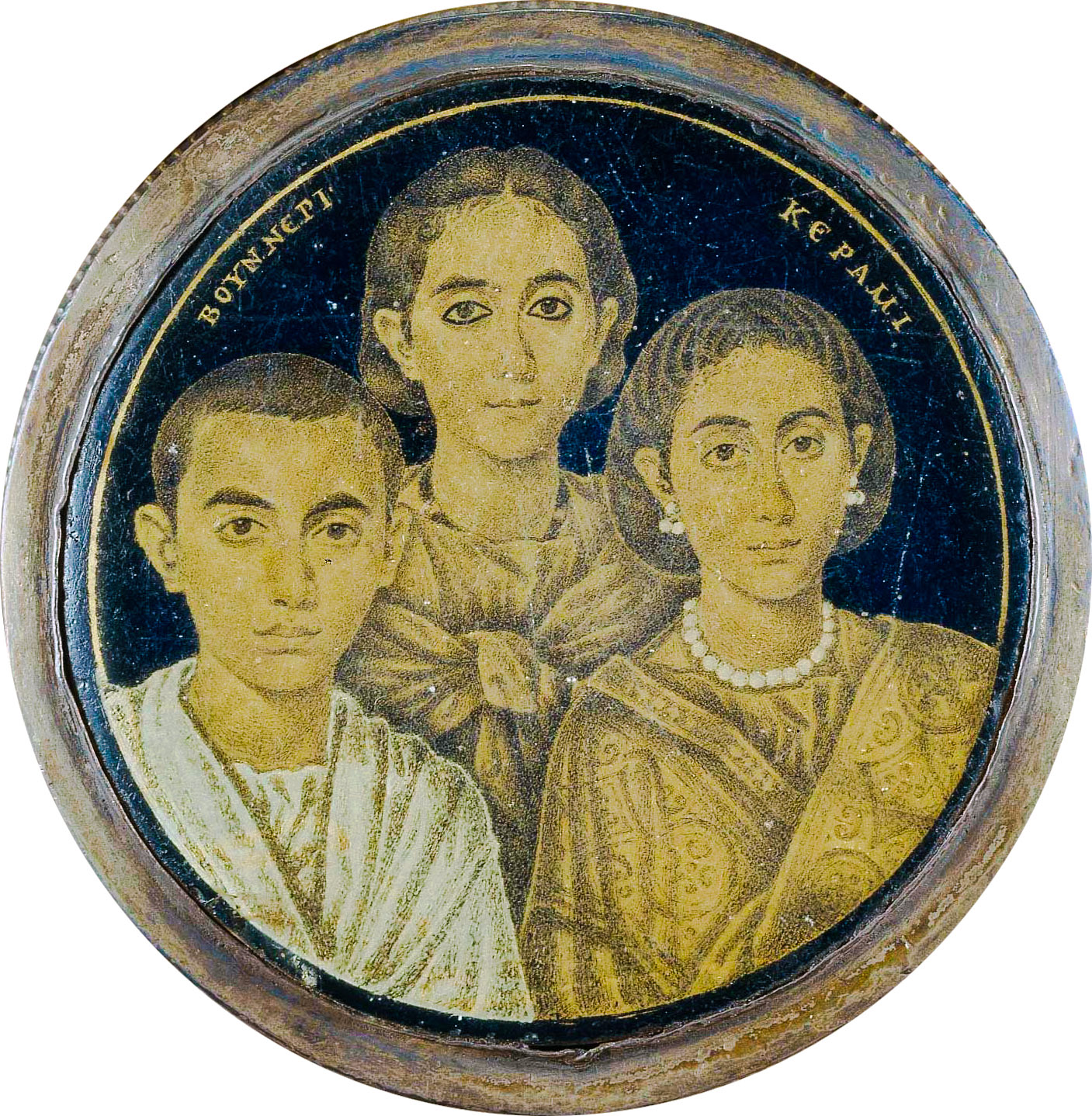

Створюючи портрети, римські художники також відштовхувалися від певного «типу», який потім наділявся специфічними особливостями індивідуального характеру митця. На фаюмских портретах особи зображувалися в фас з широко розкритими очима, що свідчить про особливості їх життя. Метод зображення відштовхується не від натури, а від уявлення про тип особи, від якого потім йде рух до натури, рух від загального до конкретного, не вступаючи в контакт з реальністю.
Згідно з повідомленням Плінія, живописний портрет був широко поширений у Давньому Римі ще за часів республіки, однак жодного такого твори до нас не дійшло.
Пліній скаржився на зниження якості римського портретного мистецтва: "Картина портретів, які колись передавали точні схожість людей, повністю вийшла з ладу ... Лікота знищила мистецтво"..
У Греції та Римі настінний живопис не вважався високим мистецтвом. Найпрестижнішою формою мистецтва, крім скульптури, був панельний живопис, тобто темпера або енкаустика на дерев'яних панелях. На жаль, оскільки деревина є швидкопсувним матеріалом, збереглися лише дуже небагато прикладів таких картин, а саме Северан Тондо з с. 200 р. н.е., дуже рутинний офіційний портрет з деяких провінційних урядових служб і відомих портретів Фаюмської мумії, все з римського Єгипту, і майже напевно не найвищої сучасної якості. Портрети були прикріплені до похоронних мумій на обличчі, з яких майже всі вже були відірвані. Зазвичай вони зображують одну людину, яка показує голову або голову і верхню частину грудної клітки.  Дивовижна свіжість їх фарб пояснюється тим, що вони виконані у відмінній, довговічніq техніці енкаустики, відповідно до якої барвник розводиться в рідкому воску. Таку фарбу можна зробити матовою і густою, як олійна, і навпаки — змусити лягати тонким, прозорим шаром. Кращі з цих портретів відрізняються неперевершеними сміливістю, безпосередністю і впевненістю мазка. Фон завжди монохромний, іноді з декоративними елементами.  З точки зору художньої традиції, образи явно випливають з греко-римських традицій. Вони надзвичайно реалістичні, хоч і змінюються в художньому стилі, що може вказувати на те, що подібне мистецтво було поширене в інших місцях, але не вижило. Кілька портретів, намальованих на склі та медалі з пізнішої імперії, збереглися, як і портрети монет, деякі з яких також вважаються дуже реалістичними.